# Le Mystère d'Edwin Drood
Vous lisez un « article de qualité » labellisé en 2012.  Il fait partie d'un « thème de qualité ».
Pour les articles homonymes, voir The Mystery of Edwin Drood.
Le Mystère d'Edwin Drood (The Mystery of Edwin Drood) est le quinzième et dernier roman de Charles Dickens, mort subitement en juin 1870 avant qu'il pût le terminer, épuisé par une tournée d'adieu de douze lectures publiques de ses œuvres,. Seules six des douze livraisons mensuelles projetées ont été publiées par Chapman & Hall d'avril à septembre 1870, avec des illustrations de Samuel Luke Fidles et une couverture de Charles Allston Collins. Paru en volume le 30 avril de cette même année avec des illustrations de Marcus Stone, le roman, quoique donnant quelques indications sur la suite qui lui aurait été destinée, laisse de nombreux mystères que critiques et écrivains s'essayent à élucider sans discontinuer depuis 1870.
L'histoire se déroule à Cloisterham, ville imaginaire inspirée à Dickens par Rochester, dans le Kent, dont la topographie, l'architecture et l'atmosphère, bien connues de lui qui a passé une partie de son enfance dans la ville voisine de Chatham, sont fidèlement évoquées,. Elle concerne surtout le jeune Edwin Drood, orphelin promis par testament à Rosa Bud, elle aussi orpheline, union assortie d'une coquette fortune. Edwin Drood est très lié à son oncle Jasper, personnage divisé, adepte des fumeries d'opium de Londres, ainsi que chantre, maître de chœur à la cathédrale de la ville et secrètement amoureux de sa future nièce. D'autres personnages assez mystérieux, comme les jumeaux Neville et Helena Landless venus de Ceylan, compliquent les relations liant les divers acteurs de l'histoire.
Edwin et Rosa finissent par renoncer à leur union ; soudain Edwin disparaît et le manuscrit s'interrompt bientôt ; faute de suite, commence ce que Paul Schlicke a appelé « l'industrie de la résolution du mystère », qui se désigne aussi par « la littérature droodienne » (droodian literature), longue série d'investigations, d'hypothèses, de solutions et fins en tous genres ; les spéculations, d'ailleurs, continuent d'alimenter la chronique des faits-divers de la littérature, le dernier avatar en étant l'adaptation télévisuelle du roman en deux parties, avec une suite annoncée comme « définitive », que BBC2 diffuse les 10 et 11 janvier 2012.
Pour autant, le dernier livre de Dickens, qui certes s'apparente à un roman policier, peut aussi être lu comme la « culmination des thèmes et des motifs de ses précédents ouvrages » (« the culmination of themes and motifs in his earlier works »), ce que d'éminents critiques comme Edmund Wilson et Angus Wilson s'attachent à analyser.

## Genèse

### Une gestation difficile

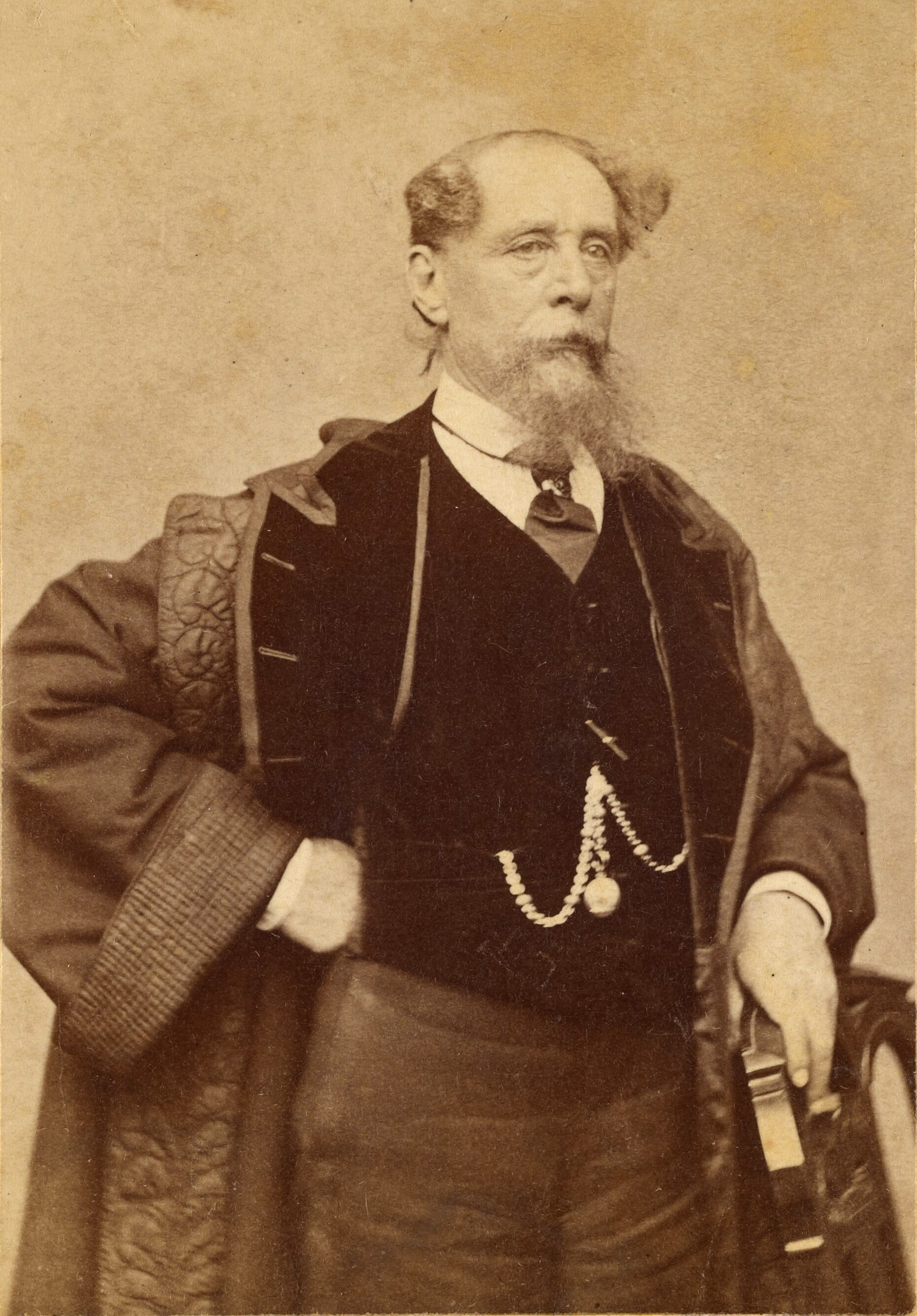
Charles Dickens, deux ans environ avant Le Mystère d'Edwin Drood.

Dickens a entrepris Le Mystère d'Edwin Drood quatre ans et demi après avoir terminé Our Mutual Friend à l'automne de 1865. Paul Davis fait remarquer que c'est là le plus long intervalle entre deux œuvres de toute la carrière de Dickens, et il attribue ce vide à des problèmes de santé, d'ailleurs liés à la frénésie de lectures publiques auxquelles s'adonne le romancier depuis quelques années en Grande-Bretagne et en Amérique ; à cela s'ajoute la gestion éditoriale, administrative et commerciale de l'hebdomadaire All the Year Round dont le succès accentue la charge de travail. Et ce n'est que le 6 août 1869 que Dickens évoque à nouveau son idée avec son ami Forster, la décrivant cette fois comme « difficile à mettre en œuvre » (« difficult to work »). Pourtant, dès l'automne de 1866, il a son nouveau livre en tête, comme il l'écrit à son éditeur et ami américain James Thomas Fields. Douze numéros mensuels seulement sont prévus, soit les deux tiers des séries précédentes, pour répondre, avance Robert L. Patten, aux nouvelles exigences du marché de l'édition, mais la moitié seulement est terminée lorsque la mort frappe Dickens le 9 juin 1870, alors que, « la plume à la main », il travaille au sixième.
D'après George Dolby, l'impresario qui gère ses tournées, Dickens s'est effondré devant son auditoire le 22 avril 1869 à Preston, Lancashire, victime, d'après les symptômes décrits (vertiges, paralysie, difficultés d'élocution, fatigue), d'un AVC mineur ; son médecin lui ordonne aussitôt de cesser ces épuisantes séances de lecture, et c'est cet arrêt forcé qui lui permet de se remettre sérieusement à son manuscrit. Ainsi, il y travaille pendant tout l'été, hésite sur le titre à lui donner et se décide pour celui qu'il porte le 27 septembre, donnant pour l'occasion « une petite soirée de baptême » (« a little christening party »). Le 18 octobre, il écrit à son ami l'acteur Macready qu'il est en proie « aux premières affres » (« preliminary agonies »),, et le premier numéro est prêt la semaine suivante, puisque Forster rappelle qu'il le lui lit le 26. Un contretemps surgit cependant : son gendre Charles Collins, le mari de Kate (la future Mrs Perugini), chargé des illustrations, tombe malade et il faut lui trouver un remplaçant ; ce sera Samuel Luke Fildes R.A., sur la suggestion du peintre John Everett Millais. Nouvelle anicroche : Dickens s'aperçoit, « à son horreur » (« to his horror »), que les deux premiers numéros, une fois imprimés, sont trop courts de douze pages. Il lui faut donc jongler : il rajoute l'épisode de l'anniversaire de Rosa Bud, initialement non prévu à ce stade, et transfère le chapitre « Mr Durdle and a Friend » du troisième au premier. Fin décembre, il rend compte à Forster de l'avancement de son travail et écrit quinze jours plus tard qu'il espère qu'aux numéros 5 et 6, « l'histoire va s'articuler sur un centre d'intérêt qui se maintiendra jusqu'à la fin » (« turn upon an interest suspended until the end »).

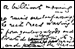
Facsimile de la dernière page du manuscrit inachevé.

Pourtant, d'après ses notes de travail, il peine à suivre son plan et présente quelques épisodes plus tôt que prévu. Forster rappelle qu'il éprouve quelques doutes quant à l'opportunité d'avoir introduit le personnage de Datchery à ce stade de son récit, et Harry Stone note que le nombre de fois où figure dans ses brouillons la mention « déjà fait » (« done already ») est inhabituel chez lui. Il existe aussi une énigme relative à un fragment appelé le Sapsea Fragment, trois feuilles manuscrites numérotées de 6 à 10, avec Mr Sapsea et des personnages qui n'apparaissent pas dans le roman. Forster, qui les a découverts dans les papiers de Dickens et les a reproduits dans sa biographie, pense qu'ils étaient destinés à étoffer l'intrigue des derniers développements ; d'autres critiques sont d'avis qu'ils faisaient plutôt partie des chapitres précédents mais avaient été écartés par Dickens. Enfin, Rudolph Lehman rapporte dans son autobiographie, An Artist's Reminiscences (1926), que Henry Wills, rédacteur en chef adjoint de All the Year Round, lui avait rapporté que Dickens, au milieu de la publication, avait « modifié son intrigue et se trouvait empêtré dans les méandres d'un labyrinthe dont il ne trouvait pas la sortie » (« altered the plot and flound humself hopelessly entangled in a maze of which he could not find the issue »).
Alors qu'il se débat avec son manuscrit, Dickens, contre l'avis de son médecin, entreprend une tournée d'adieu de douze lectures publiques échelonnées du 11 janvier au 15 mars 1870, avec, en prime, une audience avec la reine Victoria le 9 mars. Il avoue qu'il a du mal à concilier toutes ces activités et qu'il est « parfois vraiment sous pression » (« hard put to it occasionally »), et à son ami l'acteur Charles Kent, il déclare « avancer, mais lentement » (« making headway but slowly »). De plus, il souffre d'un pied qu'il décrit comme « un vrai sac de douleur » (« a mere bag of pain »), s'inquiète de son fils Plorn qui se languit en Australie. Le 8 juin, il travaille à son manuscrit et en termine le numéro 6 qui, lui aussi, s'avère trop court de deux pages dans sa version imprimée au chapitre 22, le dernier, « Dawn Again », où il décrit la belle et féconde nature qui envahit la cathédrale et prêche la « Résurrection et la Vie ». Le soir même, il est victime d'une hémorragie cérébrale et meurt le lendemain sans avoir repris connaissance.

### Publication et accueil

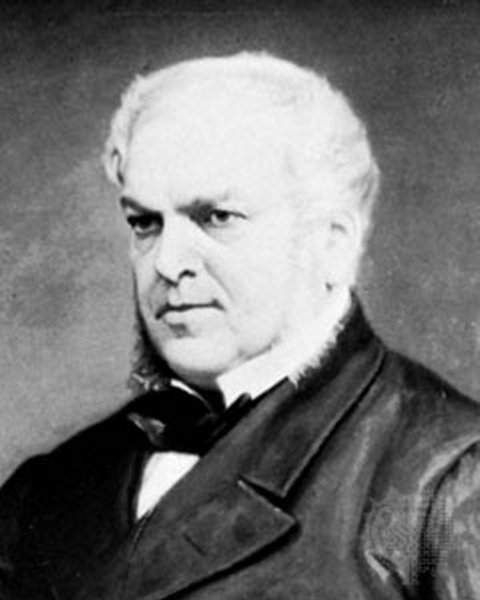
John Forster, le confident, l'ami, le biographe.
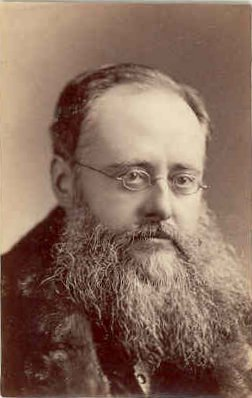
Wilkie Collins, l'ami, le rival.
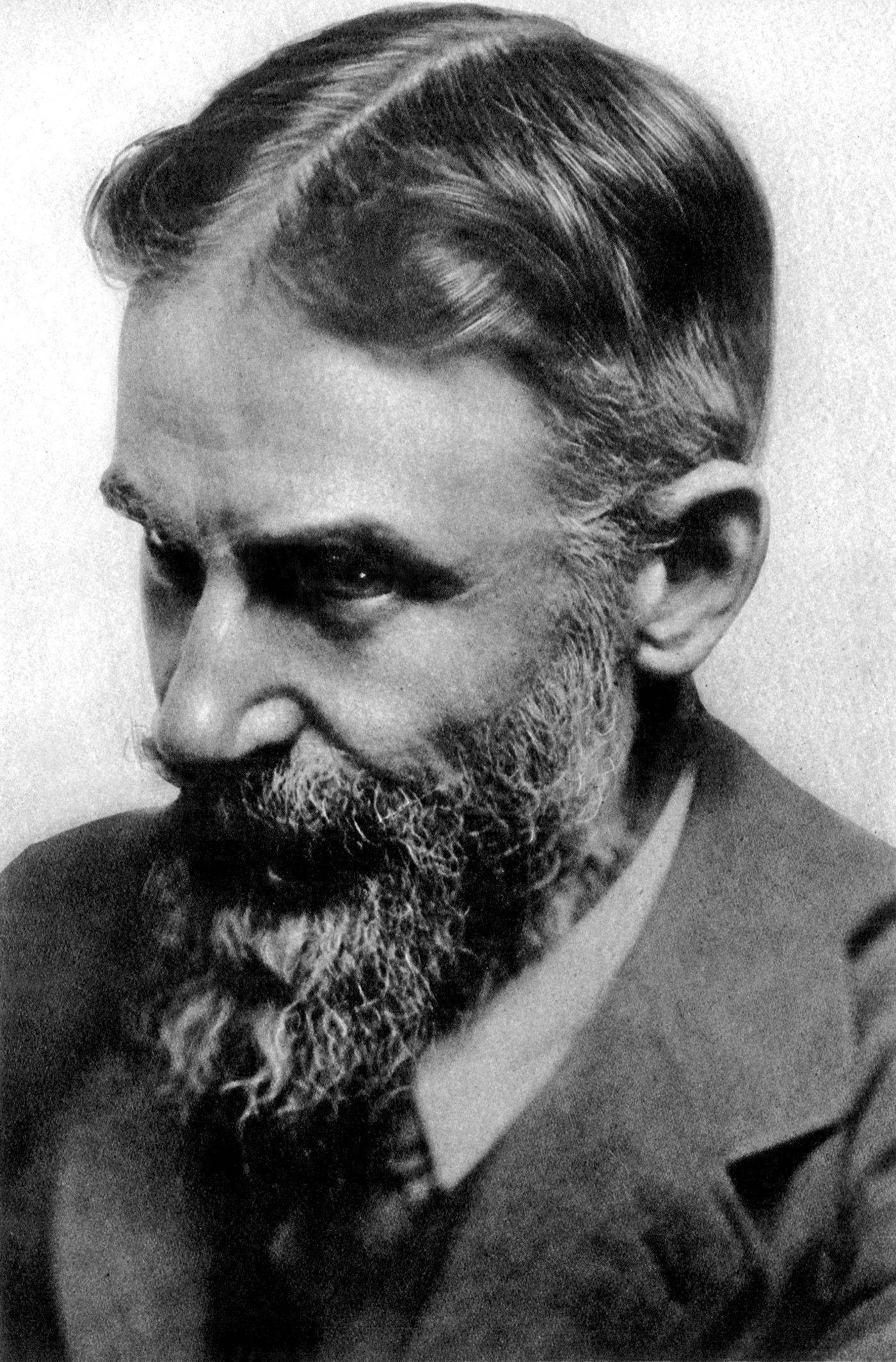
George Bernard Shaw, peu tendre envers le roman.
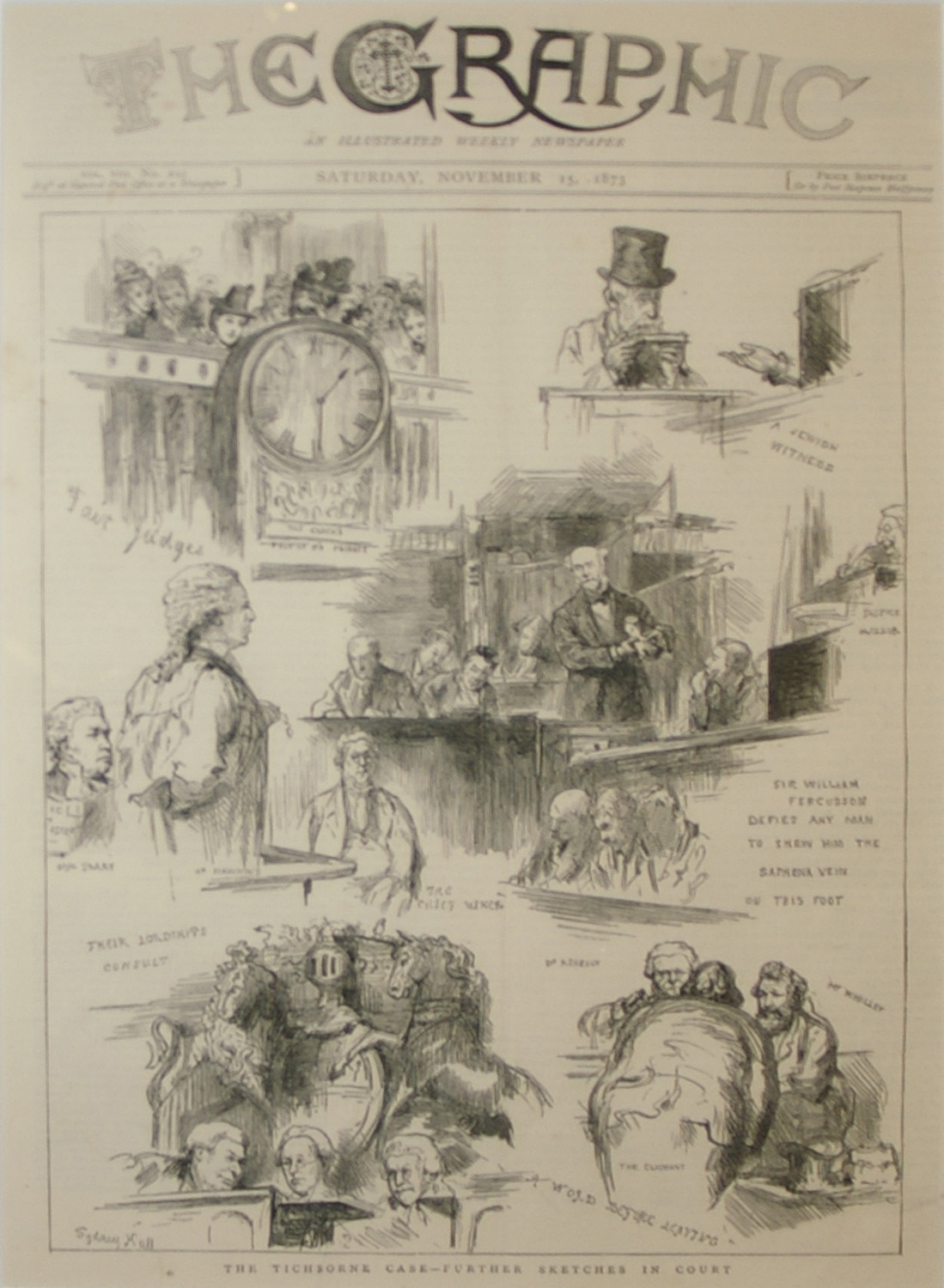
The Graphic, qui célèbre la vitalité de l'auteur.

Le Mystère d'Edwin Drood est publié en six feuilletons mensuels d'avril à septembre 1870 et en un volume le 31 août de la même année. Dickens n'a vu paraître que les trois premiers numéros, mais il a déjà écrit et même corrigé les épreuves des trois autres, comme il l'affirme à Fields dès le 14 janvier. Ces derniers ont été ensuite révisés par John Forster, très affecté par la perte de son ami. Certaines coupures qu'il avait faites y ont à nouveau été incorporées et le dernier chapitre de la cinquième livraison a été scindé en deux parties et ajouté à la sixième.
Dès la parution, les ventes se montent à 50 000 exemplaires, dépassant ainsi les 38 000 de Little Dorrit et les 40 000 de Our Mutual Friend. Dickens en est ravi et écrit triomphalement à Fields : « Il ([son roman] a de très loin dépassé chacun de ses prédécesseurs » (« It has very very far outstripped every one of its predecessors »).
Wilkie Collins, cependant, a bien senti les hésitations et les difficultés qu'éprouve son ami, et elles l'ont conduit à écrire dans The Graphic, hebdomadaire récent dont la carrière a commencé le 4 décembre 1869, que Le Mystère d'Edwin Drood est « le dernier effort laborieux de Dickens, le triste effort d'un esprit épuisé » (« Dickens's last laboured effort, the melancholy effort of a worn-out brain »),. Pour Paul Davis, Wilkie Collins, par ce commentaire rugueux, exprime son mécontentement envers les thèmes choisis par Dickens, l'Orient, le mystère, trop proches de son propre roman, The Moonstone, lui aussi concerné par l'opium et sa dépendance. Certes, le roman de Collins est encore frais dans les mémoires puisque sa deuxième publication par All the Year Round s'est achevée deux ans plus tôt, mais ce qui serait une jalousie d'auteur paraît peu probable tant ont été forts les liens d'amitié entre les deux romanciers.
George Bernard Shaw, pour sa part, critique lui aussi le livre, le décrivant comme « le geste d'un homme déjà aux trois quarts mort » (« a gesture by a man who was already three quarters dead »), mais Angus Wilson qui reproduit ce jugement ajoute aussitôt que tel n'est pas l'avis de critiques plus modernes, et il invite aussi à reprendre les comptes-rendus publiés lors de la première parution par The Times, l’Athenaeum et spécialement The Graphic du 2 avril 1870, qui voit en Edwin Drood « non pas l'œuvre d'un homme à l'agonie, mais une insigne manifestation de la vitalité sans faille de Dickens, preuve qu'il savait divertir une nouvelle génération tout entière, comme il avait diverti celle de leurs pères » (« not seen as the book of a dying man, but a remarkable sign of the persistence of Dickens's vitality, evidence that he could entertain a whole new generation as he had entertained their fathers »). Aussi conclut-il que le « rejet » de Collins et de Shaw peut lui aussi « être rejeté comme facile et manquant de recul » (« may be itself dismissed as an easy and insufficient hindsight »). D'ailleurs, John Forster, l'intime et le confident de Dickens, reflète dès 1874 l'opinion quasi générale que « sa [celle de Dickens] puissance créatrice était intacte [et dans la veine de] sa légèreté et sa vivacité habituelles » (« his imaginative power was at its best [and possessed] something of the old lightness and buoyancy of animal spirits »).

## L'intrigue

### Structure

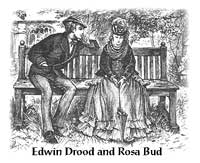
Edwin Drood et Rosa Bud, fiancés sans passion, en discussion sur un banc.

L'histoire se déroule dans la petite ville de Cloisterham, à l'ombre de la cathédrale. Edwin Drood se rend chez son oncle John Jasper, qu'il aime tendrement et avec lequel il a un écart d'âge très peu important. Ce qu'il ignore, comme d'ailleurs toute la ville, c'est que Jasper a une double vie : chantre de la cathédrale, il est aussi opiomane, client d'un bouge dans l'est de Londres.
Edwin vient pour rendre visite à celle à qui il est fiancé par testament paternel, la jeune Rosa Bud, pensionnaire dans l'établissement de Miss Twinkelton et élève de Jasper qui lui enseigne la musique. Désinvolte, il n'a pas conscience de ce que signifient réellement ses fiançailles, ce qui choque profondément Neville Landless, jeune homme récemment arrivé de Ceylan en compagnie de sa sœur jumelle Helen. Neville, qui a été ébloui par Rosa, est sujet à des accès de violence et, de fait, les deux jeunes gens ont une altercation, puis un dîner est organisé chez Jasper afin de les réconcilier. Le lendemain, Edwin a disparu.
Les recherches entreprises pour le retrouver restent vaines, et Jasper, épris de Rosa, se fait bientôt pressant, ce qui oblige la jeune fille à se réfugier à Londres sous la protection de son tuteur, Mr Grewgious. Arrive un inconnu, Dick Datchery, qui aide à l'enquête à sa façon. Certains aspects de sa personne sembleraient rappeler un personnage déjà rencontré, mais le mystère demeure. La vieille tenancière du bouge à opium finit par découvrir l'identité de son client, révélée par Datchery, et elle le suit en cachette jusqu'à la cathédrale où elle brandit un poing vengeur en sa direction.

### Résumé
En l'état, le roman comprend six parties, dont la dernière est restée inachevée ; chacune correspond à une livraison mensuelle, d'avril à septembre de l'année 1870, et se divise en chapitres, cinq pour la première, quatre pour la deuxième, trois pour la troisième, quatre pour la quatrième, quatre pour la cinquième et deux pour la sixième et dernière, soit vingt-deux chapitres.

#### Première partie (avril 1870)
1. C'est l'aube et trois hommes dorment, allongés dans un bouge à opium que tient une vieille femme dans un quartier de l'est de Londres. John Jasper sort de sa torpeur lorsque son rêve incohérent de visions orientales l'arrache au sommeil. Son premier geste est de vérifier que les marmonnements de ses compagnons de débauche sont « inintelligibles », puis, après avoir laissé de l'argent sur une table, il quitte les lieux. Cet après-midi là, il est en retard pour le service à la cathédrale et, enfilant sa chasuble de choriste, il rejoint la procession alors que retentissent dans le sanctuaire les mots : « Où l'homme perdu… » (Where the Wicked Man…), paroles d'introduction et de conclusion de la prière du matin et de celle du soir dans la liturgie anglicane,.
2. Le révérend Septimus Crisparkle se fait du souci : le maître de musique et chantre de la cathédrale de Cloisterham, John Jasper, est, pense-t-il, malade ; l'intéressé l'assure qu'il n'en est rien, mais il confie à son jeune neveu, Edwin Drood, à peine moins âgé que lui, que la monotonie de son existence routinière le broie peu à peu et qu'il a pris de l'opium. Au dîner, Jasper et Drood lèvent leur verre en l'honneur de « Pussy », la jeune fiancée d'Edwin, élève de Jasper, dont le portrait trône au-dessus de sa cheminée.
3. Le lendemain, Edwin rend visite à Pussy, en réalité Rosa Bud, en pension dans l'établissement scolaire de Miss Twinkleton. Jolie, quelque peu gâtée, volontaire, elle se sent mal à l'aise en sa qualité d'orpheline fiancée à Edwin par testament de son père. Certes, en eût-il été autrement, assure-t-elle, ils eussent été de bons amis, sans plus ; d'ailleurs, elle n'a guère envie de le suivre en Égypte où ses compétences de technicien, qui ne l'intéressent pas beaucoup, sont appelées au développement de ce pays retardataire.
4. Voici Thomas Sapsea, commissaire-priseur de son état, pompeux et imbu de lui-même, qui invite Jasper à commenter l'épitaphe qu'il vient de rédiger pour la tombe de son épouse, où il rend grâce à l'admiration qu'elle lui portait et invite à honteusement se retirer ceux qui ne sauraient faire de même. Jasper trouve le texte qui lui est soumis tout à fait complet et pertinent. Durdles, le tailleur de pierre et marbrier de la cathédrale, prend les mesures nécessaires, puis s'en va contempler ses gravures sur le monument funéraire des Sapsea.
5. Sur le chemin du retour, Jasper rencontre Durdles qui est toujours au cimetière ; il lui demande comment il procède pour trouver des tombeaux abandonnés et Durdles lui fait une démonstration en tapotant les pierres de son marteau : selon le bruit perçu, il sait ce que contiennent les caveaux. Minuit : Jasper, enfin dans ses appartements, se bourre une pipe d'opium avant d'aller se coucher.

#### Deuxième partie (mai 1870)
6. Le révérend Luke Honeythunder, philanthrope de son état, immense et impérieux tuteur des orphelins Neville et Helena Landless, conduit ses pupilles à Cloisterham. Septimus Crisparkle charge sa mère d'organiser un dîner en leur honneur, mais Honeythunder monopolise la conversation et, à la fin du repas, hôtes et invités sont soulagés de le voir reprendre le chemin de la capitale.
7. Neville raconte à Crisparkle, désormais son précepteur, l'enfance malheureuse que lui et sa sœur ont vécue à Ceylan dont ils sont originaires. Maltraités et abusés par leur beau-père, ils ont plusieurs fois essayé de s'échapper, et si ces épreuves l'ont rendu « secret et vengeur » (secret and revengeful), au point qu'il serait capable de tuer son bourreau, elles ont endurci Helena qui, courageuse et débrouillarde, rapporte-t-il, s'est habillée en garçon et a ainsi réussi à vaincre sa peur. Neville implore Crisparkle de faire preuve de patience à leur égard et de leur apporter son aide. De retour au salon, les deux hommes y trouvent Rosa et Jasper, la jeune fille chantant un air qu'accompagne le maître de musique au piano. Soudain, elle s'arrête et déclare qu'il lui est impossible de continuer. Elle explique plus tard à Helena qu'elle se sent harcelée par Jasper et qu'elle a peur de lui.
8. Edwin et Neville accompagnent les deux jeunes filles jusqu'au pensionnat de Miss Twinkleton, puis se prennent de querelle au sujet de Rosa. Jasper les rejoint au moment même où ils en viennent aux coups et, s'il les sépare physiquement, il encourage aussi leur conflit, si bien que la dispute repart de plus belle, cette fois à propos du portrait de Rosa accroché au mur dans ses appartements. Neville jette les dépôts de son verre de vin au visage d'Edwin, lui lance qu'il apprécierait Rosa différemment s'il avait eu une vie moins facile et se retire aussitôt. Le lendemain, alors qu'Edwin a quitté Cloisterham, Jasper rend compte à Crisparkle que les deux jeunes gens s'en veulent à mort (murderous).
9. Mr Grewgious, tuteur de Rosa, explique à sa pupille qu'elle n'est pas tenue, malgré les clauses du testament de son père, d'épouser Edwin. La jeune fille en paraît soulagée, mais n'exprime aucune réticence envers le mariage projeté. Elle prie son tuteur de revenir pour Noël, alors qu'Edwin sera de retour à Cloisterham, afin que soient discutés les préparatifs de la cérémonie.

#### Troisième partie (juin 1870)
10. Crisparkle enjoint à Neville de présenter des excuses à Drood, ce dont il n'a guère envie ; aussi demande-t-il à Jasper d'en convaincre le jeune homme. De son côté, Edwin écrit au même Jasper pour qu'il organise un repas de Noël avec Landless, où les vieux griefs seront oubliés et pardonnés.
11. Entre-temps, par un soir de brouillard, Edwin se rend à l'auberge Staple (Staple Inn) où loge Grewgious, pour lui demander s'il a quelque chose à dire ou porter à Rosa lors de son déplacement à Cloisterham. Le tuteur de la jeune fille lui rappelle que chez l'homme qui aime, il ne saurait y avoir de place pour « la froideur, la lassitude, le doute, l'indifférence » (« no coolness, no lassitude, no doubt, no indifference […] in a real lover » ; sur ce, il lui donne une bague de diamant et de rubis ayant appartenu à la mère de Rosa et destinée à la jeune fille en cas de mariage avec Edwin. C'est l'occasion pour Edwin de faire le point sur son sentiment envers Rosa.
12. Jasper a pris rendez-vous avec Durdles pour visiter la crypte. Il emporte une bouteille de spiritueux qu'il fait boire au tailleur de pierre qui, de plus en plus ivre, finit par sombrer dans l'inconscience. Son sommeil est agité par un étrange rêve : les pas de Jasper s'éloignent peu à peu et tinte le métal d'une clef qui tombe à terre. De fait, lorsqu'il se réveille à deux heures du matin, Jasper n'est plus là et la clef de la crypte gît sur le sol.

#### Quatrième partie (juillet 1870)
13. C'est la saison de Noël et, comme prévu, Edwin est arrivé à Cloisterham. Il a bien réfléchi à ce que lui a dit Grewgious et il est décidé à s'entretenir sérieusement avec Rosa. Elle aussi a fait le point et lui propose une relation fraternelle plutôt qu'amoureuse, ce qu'il accepte aussitôt, sans évoquer, cependant, l'anneau que lui a confié Grewgious.
14. La veille de Noël, Neville se prépare pour une promenade en solitaire. Il s'est acheté des bottes et une grosse canne de bois armée d'une pointe en fer. La perspective d'un dîner chez Jasper le soir même ne l'enchante pas, car il n'a guère envie de revoir Drood. Ce dernier, resté seul avec ses pensées, réfléchit à ce qu'il conviendra de dire à Grewgious, qu'il chargera d'annoncer à Jasper la rupture des fiançailles. Il rencontre à la nuit tombante une vieille femme qui mendie pour se procurer de l'opium. Elle lui annonce qu'un certain Ned est en danger. De son côté, Jasper se prépare à recevoir ses hôtes pour le dîner du soir.
Le jour de Noël au matin, il arrive à la cathédrale que des ouvriers sont en train d'inspecter car la tempête de la nuit a fait quelques dégâts. Il est à la recherche d'Edwin, parti avec Landless pendant l'orage et qui n'est pas revenu. Neville, quant à lui, est en route pour sa randonnée en solitaire.
15. Alors qu'il descend un chemin de charretier à quelques milles de Cloisterham, il s'aperçoit qu'il est suivi par huit hommes. Quatre d'entre eux le dépassent, mais les autres restent à l'arrière. Sans crier gare, ils le cernent soudain et se saisissent de lui. Peu après, ils sont rejoints par Crisparkle et Jasper, et Neville apprend qu'Edwin est porté manquant et qu'il est la dernière personne à l'avoir vu vivant. Il déclare qu'Edwin est retourné chez Jasper, ce que croit volontiers Crisparkle, tandis que Jasper l'accuse d'avoir assassiné Drood. La rivière est draguée à la recherche d'un corps ; Grewgious informe Jasper qu'Edwin et Rosa ont rompu leurs fiançailles, sur quoi Jasper pâlit et s'effondre.
16. Aucun corps n'ayant été trouvé, Jasper avance l'idée qu'Edwin a dû partir pour s'éviter la gêne de sa nouvelle situation, mais lorsque Crisparkle trouve la montre et l'agrafe de la veste du disparu près du bief de Cloisterham, il change d'avis et paraît convaincu d'un meurtre. Les preuves manquent, cependant, pour retenir Neville, qui n'en demeure pas moins le principal suspect et s'en retourne à Londres.

#### Cinquième partie (août 1870)
17. Mr Crisparkle est fort irrité des commentaires et de l'attitude de Mr Honeythunder qui, jugeant Neville Landless coupable, a renoncé à exercer le mandat de tuteur à son égard et condamne ceux qui prennent sa défense. À l'auberge Staple, où Neville a pris une chambre, Crisparkle rend visite à Grewgious qui le surveille. Grewgious l'informe que Jasper a été vu rôdant aux alentours.
18. Voici qu'un étranger fait son apparition à Cloisterham ; c'est Dick Datchery, qui a loué un logement chez Mrs Tope, tout près de la loge où habite Jasper, et qui s'en va faire un tour de la cathédrale avec le maire de la ville, Mr Sapsea. Ce nouveau venu prend un intérêt tout particulier à la disparition d'Edwin Drood.
19. Six mois ont passé et Jasper se rend chez Rosa pour la première fois. Tous les deux portent des vêtements de deuil, car ils n'ont plus l'espoir de revoir Drood vivant. Rosa informe Jasper qu'elle n'a plus l'intention de poursuivre ses leçons de musique avec lui. Il la reprend avec véhémence, déclarant son amour pour elle et laissant entendre que personne ne peut l'admirer impunément, sur quoi, alors qu'il la quitte, Rosa s'évanouit.
20. Elle reprend conscience au chapitre suivant et s'enfuit à Londres, sous la protection de Grewgious. Helena Landless se rend elle aussi dans la capitale et Grewgious organise une rencontre entre les deux jeunes femmes chez le lieutenant Tartar, voisin de Neville à l'auberge Staple.

#### Sixième partie (septembre 1870)
21. Grewgious loge Rosa chez Mrs Billican et demande à Miss Twinkleton de venir la chaperonner à Londres.
22. Jasper passe la nuit dans le bouge à opium où il a ses habitudes, guidé dans ses rêveries jusqu'à l'extase par la vieille tenancière. L'aube venue, elle le suit en cachette jusqu'à Cloisterham où elle repère la loge qui lui sert de domicile. Là, elle apprend de la bouche de Datchery l'identité de son client. Le lendemain matin, elle assiste au service religieux à la cathédrale et, dissimulée par l'ombre d'une colonne, brandit son poing en sa direction.
Ici s'interrompt le manuscrit de Dickens, resté inachevé.

## Personnages
- Edwin Drood, orphelin qui envisage à sa maturité d'épouser Rosa Bud et de partir avec elle s'installer en Égypte comme technicien dans l'entreprise dont son père a été l'associé[N 5].
- Rosa Bud (Pussy ou Rosebud), orpheline promise par testament à Edwin Drood, selon des fiançailles de convenance mises au point par les pères des jeunes gens[N 6].
- John Jasper, maître de chœur et chantre à la cathédrale de Cloisterham, et client anonyme d'un bouge à opium dans l'est de Londres. Oncle et tuteur d'Edwin Drood, il enseigne la musique à Rosa dont il est secrètement amoureux. Il habite dans une loge de gardien appelée gatehouse, immeuble en pierre du XVe siècle avec un étage en bois, juste à l'entrée du parvis de la cathédrale[N 7].
- Neville et Helena Landless, jumeaux orphelins, originaires de la colonie royale de Ceylan, sans qu'il soit bien défini s'ils sont d'origine cinghalaise. Ils ont souffert de privations et de maltraitance pendant leur enfance. Neville est ébloui par Rosa Bud, mais trop fier, il ne peut se résoudre à présenter des excuses sincères à Drood avec lequel il s'est pris de querelle à son sujet. À la fin du manuscrit, sa sœur Helena et Rosa deviennent des amies très proches.
- Reverend Septimus Crisparkle, chanoine en second de la cathédrale de Cloisterham et mentor de Neville Landless.
- Mr (Hiram) Grewgious, avocat à Londres et tuteur de Rosa Bud dont les parents étaient ses amis[N 8].
- Mr Bazzard, secrétaire de Grewgious et auteur d'une pièce de théâtre. Il est absent de Cloisterham lorsque Datchery apparaît.
- (Stony) Durdles, tailleur de pierre et marbrier pour qui le cimetière adjacent à la cathédrale n'a pas de secret.
- Deputy, nom de code (handle) garantissant l'anonymat d'un petit garçon chargé de jeter des pierres à Durdles s'il le trouve hors de chez lui après dix heures du soir, tâche pour laquelle il reçoit un demi-penny (halfpenny).
- Dick Datchery, étranger de passage, arrivé à Cloisterham après la disparition d'Edwin, logé chez Mrs Tope.
- Princess Puffer, nom de code forgé par Deputy, tenancière d'un bouge à opium dans l'est de Londres que fréquente Jasper[N 9].
- Mr Thomas Sapsea, commissaire-priseur suffisant et fat, maire de Cloisterham.
- Mr Tope, bedeau de la cathédrale.
- Mrs Tope, épouse du précédent et gouvernante (housekeeper) de Datchery qui loge chez elle.
- Miss Twinkleton, directrice de l'institution religieuse dans laquelle Rosa est en pension.
- Mrs Tisher, son adjointe.
- Mrs Crisparkle, veuve, mère du révérend Crisparkle.
- Mr Honeythunder, philanthrope de Londres au ton rédhibitoire et aux manières brusques, tuteur de Neville et Helena Landless[N 10].
- Mr Tartar, officier de marine à la retraite qui, vers la trentaine, après avoir reçu en héritage de son oncle une vaste propriété, a démissionné de son poste, sans pour autant s'habituer jamais à son nouveau luxe[N 11].
- Mrs Billickin, cousine éloignée de Mr Bazzard et logeuse de Rosa et de Miss Twinkleton, venue chaperonner le jeune fille à Londres, après que Rosa y a cherché refuge pour fuir les avances de Jasper.

## L'aspect «roman policier»

### Un pionnier du genre

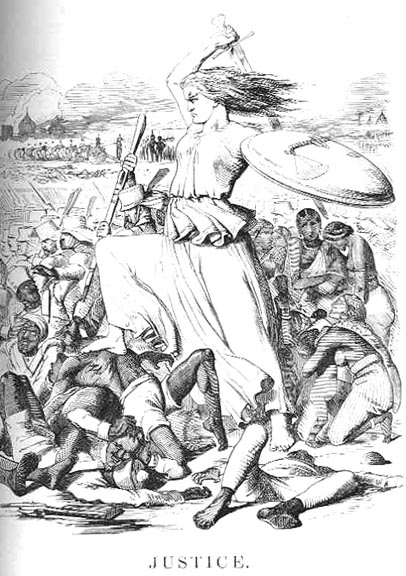
Charles Dickens est bien de l'avis de Punch.

Avec ce livre, Dickens fait donc œuvre de pionnier du roman policier, rompant avec le caractère purement littéraire et l'intrigue multiple de ses deux œuvres précédentes, Bleak House et Our Mutual Friend.
Le mot « mystère », en effet, charpente du titre et clef du roman, inscrit le dernier livre de Dickens dans le genre whodunit, écrit John Sutherland dans son analyse du téléfilm que diffuse BBC Two les mardi et mercredi 10 et 11 janvier 2012. Non seulement, poursuit-il, Dickens a laissé une moitié d'histoire, mais aussi nombre d'ingrédients « dignes d'un scénario criminel impliquant sexe, argent et meurtre » (« a familiar crime scenario involving sex, money and homicide ») : en effet, ce fumeur qui s'éveille dans les vapeurs de la drogue n'est autre qu'un très respectable homme d'église brûlant de désir pour la jeune fiancée de son pupille qui, à son mariage, va hériter d'une fortune. De plus, révèle Sutherland, cette pudique jeune fille porte un nom poétique, Rosa Bud, que corrompent aussitôt ses surnoms Pussy et Rosebud, issus des pages de la pornographie victorienne – comme tous les gentlemen de l'époque l'auront aussitôt noté « à leur grand ébaudissement » (« chortlingly »).
Intrigue encore corsée par l'arrivée d'un nouveau soupirant, le sourcilleux Neville, venu de Ceylan avec sa sœur jumelle qui aime s'habiller à la masculine, pour parfaire son éducation à Cloisterham, ces Landless (littéralement « Apatrides »), dont on ne sait s'ils sont blancs, noirs ou jaunes en un temps où ces considérations font florès, et alors que Dickens, depuis la mutinerie de 1857, réclame haut et fort des exécutions de masse pour les rebelles. Bref, deux hommes qui brûlent pour une douce promise, un héritage qui s'évapore lorsque les fiancés rompent leur engagement, de la jalousie, du lucre, de la haine, un coupable idéal parce que venu d'ailleurs, un drogué dont la police ignore les habitudes, puis un certain Dick Datchery qui survient d'on ne sait d'où, à l'abondante crinière blanche décrite avec insistance, ce qui incite à penser qu'il est, sous un déguisement, un personnage déjà connu. Mais qui ? Edwin ? John Sutherland rappelle alors que Dickens avait envisagé Dead or Alive (« Mort ou vif ») comme l'un des titres possibles de son roman.
Et, pour couronner le tout, un auteur qui meurt à ce stade de son récit, laissant un « mystère enveloppé de mystères » (« a mystery wreathed in mystery »), note le chroniqueur.

### Interprétations

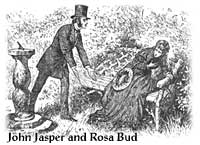
Jasper, harcelant Rosa Bud, par Sir Luke Fildes.

Dickens a laissé derrière lui exactement le genre de défi auquel les férus d'histoire littéraire et les amoureux du roman policier n'ont jamais pu résister. D'ailleurs, comme le fait remarquer Angus Wilson, le titre du roman semble en souligner l'aspect whodunit, avec la réserve, cependant, qu'il ne plonge pas vraiment au cœur du sens de l'œuvre, qu'il faut rechercher ailleurs. À l'évidence, cependant, le mystère principal est le sort d'Edwin Drood. A-t-il simulé sa propre disparition ou a-t-il été tué ? S'il est mort, qui l'a tué ? Et qui est Dick Datchery ? S'il n'est pas un personnage nouveau, que Dickens aurait sûrement hésité à introduire à ce stade avancé de l'intrigue, est-il Mr Grewgious, le tuteur de Rosa, son clerc Bazzard, soi-disant proche des milieux du théâtre, le marin Tartar ou même Helena Landless qui, on le sait, s'habille parfois en garçon ? Qui Rosa choisira-t-elle d'épouser parmi ses soupirants ? Si ce n'est ni Drood ni Jasper, le premier ayant déjà été écarté et le deuxième l'ayant fait fuir, pourrait-il s'agir de Tartar ou de Neville ? Et quel rôle joueront dans le dénouement les personnages secondaires, comme la « princesse Puffer », tenancière du bouge à opium londonien où Jasper a ses habitudes, ou encore Durdles, le tailleur de pierre et marbrier qui a guidé ce dernier dans les méandres de la cathédrale lors d'une curieuse expédition nocturne ?
Pour qui essaie de supputer la fin du roman, les indices se cherchent dans la partie écrite par Dickens, ses notes de travail, la liste des titres qu'il avait projetés et ses remarques orales rapportées par des proches. Mais ces sources sont ambiguës et ne font souvent que mettre en évidence les questions au lieu d'y fournir des réponses. Un des indices les plus importants est le dessin de couverture des livraisons mensuelles, esquissé par le beau-fils de Dickens, Charles Collins, puis exécuté par Samuel Luke Fildes sur les indications mêmes de Dickens, encore qu'Angus Wilson, qui analyse la planche, émette la réserve que Fildes est alors très jeune et que sa collaboration avec Dickens, toute récente, manque de la solidité qui l'a uni par exemple à Hablot Browne. Y figurent plusieurs scènes qui n'apparaissant pas dans la partie écrite : un mystérieux soupirant moustachu, qui n'est pas Edwin Drood, courtise Rosa ; une série de personnages en civil gravissent un escalier en spirale à la suite de Jasper. S'y trouve également en position centrale une étrange rencontre entre Jasper, qui pénètre dans une chambre obscure une lanterne à la main, et Edwin Drood, posté tel une hiératique statue de commandeur. Edwin est-il vivant, revenu pour se confronter à son adversaire ? Est-ce un rêve de Jasper en proie aux délires de la drogue comme tendent à l'indiquer les volutes qui cernent la scène, issues des pipes d'opium de la « princesse Puffer » et de son acolyte chinois ? Ou s'agit-il d'un autre personnage, par exemple Dick Datchery, qui simule la présence d'Edwin pour provoquer la confession de Jasper ?
Angus Wilson ne réfute pas l'importance de ce frontispice, mais émet quelques réserves ; les deux plaques gravées par Charles Collins diffèrent sensiblement du résultat final : deux policiers et non deux civils gravissaient l'escalier, le « Chinois » avait les traits d'une jeune femme d'aspect « pas forcément chinois », le marié et le porteur de lanterne étaient une seule et même personne, et le jeune homme ne portait pas moustache. De tout cela, il tire la conclusion qu'entre octobre où Collins a entrepris le travail et novembre ou décembre où Fildes a pris le relais, les idées de Dickens avaient considérablement évolué.
En ce qui concerne le personnage de dernière heure qu'est Dick Datchery, des suites romanesques et une quantité croissante d'essais savants ont été proposés, qu'ont répertoriés en 1912 Sir William Robertson Nicoll dans son ouvrage Le problème du Mystère d'Edwin Drood, puis Richard Stewart dans End Game, publié en 1999. Parmi ces érudits figure l'écrivain et critique Gilbert Keith Chesterton, auteur des cinquante-deux nouvelles policières à succès de la série Father Brown (« le père Brown »). Ces analystes ne sont pas toujours d'accord quant à l'identité de Dick Datchery, mais ils se retrouvent souvent pour faire de Jasper le criminel de l'histoire. Certes, Jasper a lui aussi de vigoureux défenseurs, mais sa culpabilité aurait l'avantage de placer le roman dans la lignée des dernières œuvres de Dickens, avec leurs personnages menant une double vie et leurs meurtriers hantés par le remords.

## Un secret bien gardé

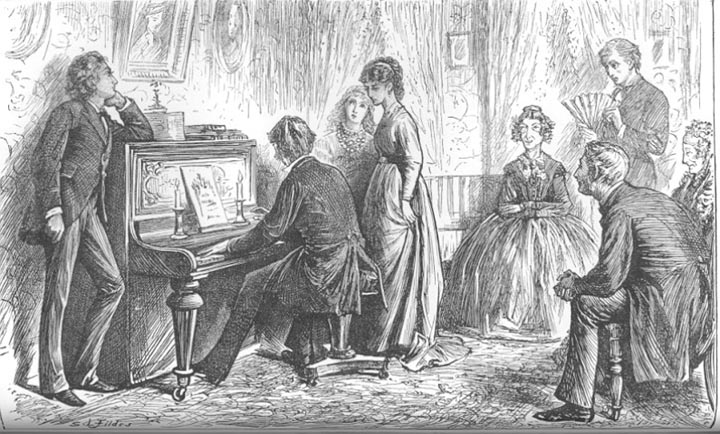
Helena Landless, debout près du piano, par Sir Luke Fildes.

Première clef liée à la vie même de Dickens, ou plutôt à celle de sa maîtresse Ellen Ternan, il est possible que l'idée du Mystère d'Edwin Drood ait été d'abord inspirée par un fait-divers relatif à l'un des nombreux oncles paternels de la jeune femme, parti un jour en promenade et jamais revenu, piste ténue, car, en réalité, note Paul Schlicke, Dickens a bien gardé son secret, ne révélant qu'à Forster sa « très curieuse et très nouvelle idée » (« very curious and very new idea »).
Que penserait-il, lui écrit-il en substance dès la mi-juillet 1869, de l'histoire de deux jeunes gens, garçon et fille, ou très jeunes, qui s'en vont chacun sur un chemin différent à la fin du livre après avoir été longtemps promis l'un à l'autre ? « Il serait intéressant de suivre leurs routes respectives, tout en restant incapable de prévoir ce qu'il adviendra de leur destinée » (« The interest to arise out of the traing of their separate ways, and the impossibility of telling what will be done with that impending fate »). Forster, qui s'octroie un accès privilégié aux projets du maître, évoque aussi le meurtre d'un neveu par son oncle, d'un anneau resté intact dans la chaux vive dont le corps a été recouvert et qui conduit au meurtrier, et de toute l'histoire, confessée du fond de la cellule du coupable, « racontée comme par un autre » (« as if told by another ») : Rosa épouserait Tartar, Crisparkle s'unirait à Helena Landless ; de plus, mais les dés n'en sont pas encore jetés, Neville Landless perdrait la vie en aidant Tartar et Crisparkle à démasquer Jasper dont ils finiraient par s'emparer,.
Ainsi, semble-t-il, de mystère il n'y aurait point, si ce n'était que cette version de Forster est vite mise en doute ; comme témoin des dernières années de la vie de Dickens, en effet, il n'est pas aussi fiable, d'après certains critiques que relaie Angus Wilson, que celui qu'il a été de 1840 à 1860, les événements domestiques de chacun ayant distendu leur intimité, distance encore accrue par l'agacement ressenti par Dickens à la réprobation de son ami envers ses lectures publiques. Il faudra donc attendre le XXe siècle avant que l'illustrateur Luke Fildes (Sir Samuel Luke Fildes RA, 1843–1927) ne rapporte que Dickens, en effet, ayant précisé que Jasper étranglerait Drood avec son écharpe noire, lui avait commandé une planche de la cellule du condamné à la prison de Maidstone. « Savez-vous tenir votre langue, lui avait-il écrit, il me faut la double écharpe. Elle doit servir à Jasper pour étrangler Edwin Drood » (« Can you keep a secret? I must have the double necktie. It is necessary for Jasper strangles Edwin Drood with it »). Angus Wilson, d'ailleurs, se fait dans l'ensemble et malgré ses réserves l'avocat de Forster, déclarant qu'in fine, son évocation de ce que le roman aurait été s'accorde avec « l'obsession de toute une vie et les applications sociales et éthiques de cette obsession, qui avaient beaucoup évolué au cours de ses deux dernières décennies » (« [his] life-long obsession and the social and ethical application of this obsession, which had greatly changed in the last two decades of his life »).
C'est, en tous les cas, cet intervalle de temps entre la version de Forster et la confirmation très partielle de Fildes qui a ouvert la voie des spéculations, fleurissant dès l'arrêt forcé, « véritable industrie », selon Paul Schlicke, qui s'est déployée, déplore-t-il, au détriment des thèmes du roman ; cette « vague », comme il la qualifie, s'est répartie en deux grandes catégories, les « continuations », en fait des fins virtuelles, et les « solutions », c'est-à-dire des explications argumentées. Ainsi est née ce qu'il est convenu d'appeler « la littérature droodienne » (droodian literature), terme par lequel se désignent articles, livres et contributions diverses destinés à élucider le mystère d’Edwin Drood.

### «L'industrie de la résolution du mystère» (Paul Schlicke)
Comme l'écrit Simon J. James, Edwin Drood est un roman dont l'histoire critique est dominée par quelque chose qui n'existe pas : sa fin ; et Charles Mitchell ajoute que l'attention critique s'est portée plus vers la seconde partie que vers la première, donc vers ce que Dickens n'a pas écrit au détriment de ce qu'il a rédigé. De ce fait, pour reprendre la terminologie de Roland Barthes, la signification du livre n'est plus dans l'autorité d'un auteur qui assigne un but à l'intrigue, mais elle est explosée, devenue plurielle, et le texte refuse de « s'assigner une signification ultime ». Un fragment, donc, que dominent d'autre fragments : un cimetière, une crypte, une auberge.

#### «Continuations» et «solutions» (Paul Schlicke)

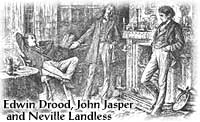
Drood, Jasper et Landless, par Sir Luke Fildes.

Les spéculations commencent dans les mois qui suivent la mort de Dickens, d'abord dans le but de gagner de l'argent avec un sujet à la mode. Une suite du Mystère d'Edwin Drood est publiée aux États-Unis dès 1871 par Henry Moorland. Une autre tentative, en 1873, est présentée comme « ayant jailli de la plume fantôme de Charles Dickens, par l'intermédiaire d'un médium », épilogue prétendument dicté par l'esprit de Charles Dickens à Thomas P. James, jeune ouvrier typographe, sans doute remarquable et très imaginatif canular. Et dès 1912, J. Cuming Walters publie The Complete Mystery of Edwin Drood, avec texte, solutions, spéculations et suites. Ce n'est qu'un début dont l'apogée est sans doute la « vogue » que décrit Paul Schlicke, celle des multiples procès d'honneur faits à Jasper au début du XXe siècle, le plus célèbre s'étant tenu à Londres en 1914, avec des délibérés de quatre heures et demie, à l'issue desquels George Bernard Shaw, porte-parole des jurés, prononce le non-lieu en omettant de consulter ses pairs.
Les victoriens
Les lecteurs de Dickens ont répugné à ce que le héros éponyme du roman soit sacrifié. Gillian Vase, de son vrai nom Elizabeth Newton (1841-1921), écrit en 1878 une longue suite dans la veine sentimentale, qui voit Edwin, déguisé en nouveau secrétaire de Grewgious, épouser Rosa. Richard Proctor,, quant à lui, fait d'Edwin et de Datchery un seul et même individu, et de Jasper un malveillant hypocrite. Cette hypothèse reçoit un large consensus, parce que, écrit Paul Schlicke, le roman apparaît alors comme « un conte moralisateur et religieux dans lequel Jasper est enfin touché par la grâce du repentir » (« a religious and moral tale in which Jasper would ultimately repent »).
Les décennies suivantes
Les bibliographies compilées par B. W. Matz et sa fille, parues dans le Dickensian en 1911, 1928 et 1929, recensent des centaines d'ouvrages et d'articles proposant des solutions. Et l'« industrie » ne s'est pas arrêtée là : Paul Schlicke relève la tentative de John Cuming Walters en 1905, reprenant l'hypothèse du meurtre du héros, idée déjà ancienne mais qui séduit le public peut-être oublieux ou ignorant des efforts précédents, et fasciné par les tout nouveaux exploits de Sherlock Holmes. Paul Davis, quant à lui, retient, parmi les propositions les plus notables qui ont suivi, celle de Howard Duffields, John Jasper — Strangler?, paru chez Bookman en 1930, faisant de Jasper un adepte du culte Thugee de Kali, en Inde, et du meurtre un rituel de vengeance. Edmund Wilson reprend l'idée en 1941 et argumente qu'en Jasper, Dickens a romancé sa propre dualité. En cela, il rejoint Kate Perugini pour qui le drame est psychologique, relevant non pas du « Qui ? » (who done it), mais du « Pourquoi ? » (why done it). Felix Aylmer opte en 1964 pour la filière orientale, cette fois en Égypte, avec l'innocence de Jasper et la mort fictive de Drood.
Les dernières hypothèses
Au cours des dernières décennies du XXe siècle, John Thacker présente en Jasper une réincarnation de l'Antéchrist ; en 1980, Charles Forsyte, également partisan de la filière égyptienne, et Leon Garfield se rejoignent pour considérer en Jasper un Docteur Jekyll et Mr Hyde, le premier protégeant Drood qu'il aime, et le second le supprimant brutalement. Garfield conclut son histoire par la dramatique confession que Jasper livre à Crisparkle, et par son exécution. En 1983, W. W. Robson publie dans le Times Literary Supplement du 11 novembre l'hypothèse que Datchery n'est autre que Dickens lui-même ; et les deux auteurs de romans policiers italiens, Carlo Fruttero et Franco Lucentini, réunissent en 1989 un colloque, The D. Case or the Truth about the Mystery of Edward Drood, animé par des détectives professionnels qui parviennent à des solutions différentes, parmi lesquelles celle de Benny Reece, qui fait d'Edwin un violeur que tue Helena Landless, s'avère l'une des plus originales,.

### «Croque-morts», «innocentistes» et «résurrectionnistes» (Théophile Poitevin)
« En règle générale, écrit Théophile Poitevin pour résumer, le monde intellectuel, à l’instar de grands écrivains comme Vladimir Nabokov, G. K. Chesterton, Anatole France ou André Gide, mais aussi de nombreux chercheurs anonymes se sont passionnés pour le sujet depuis plus d’un siècle. Il existe différents courants interprétatifs : les « croque-morts » qui pensent que Drood a été assassiné (ils sont subdivisés entre ceux qui penchent pour la culpabilité de Jasper et ceux qui privilégient celle des jumeaux Landless), les « innocentistes » qui défendent l’idée que Drood n’a pas été tué par Jasper et les « résurrectionnistes » qui croient que Drood n’est pas mort », mais quelque part caché, malade, ou alors embarqué sur un navire de la Royal Navy, voire installé en Égypte.

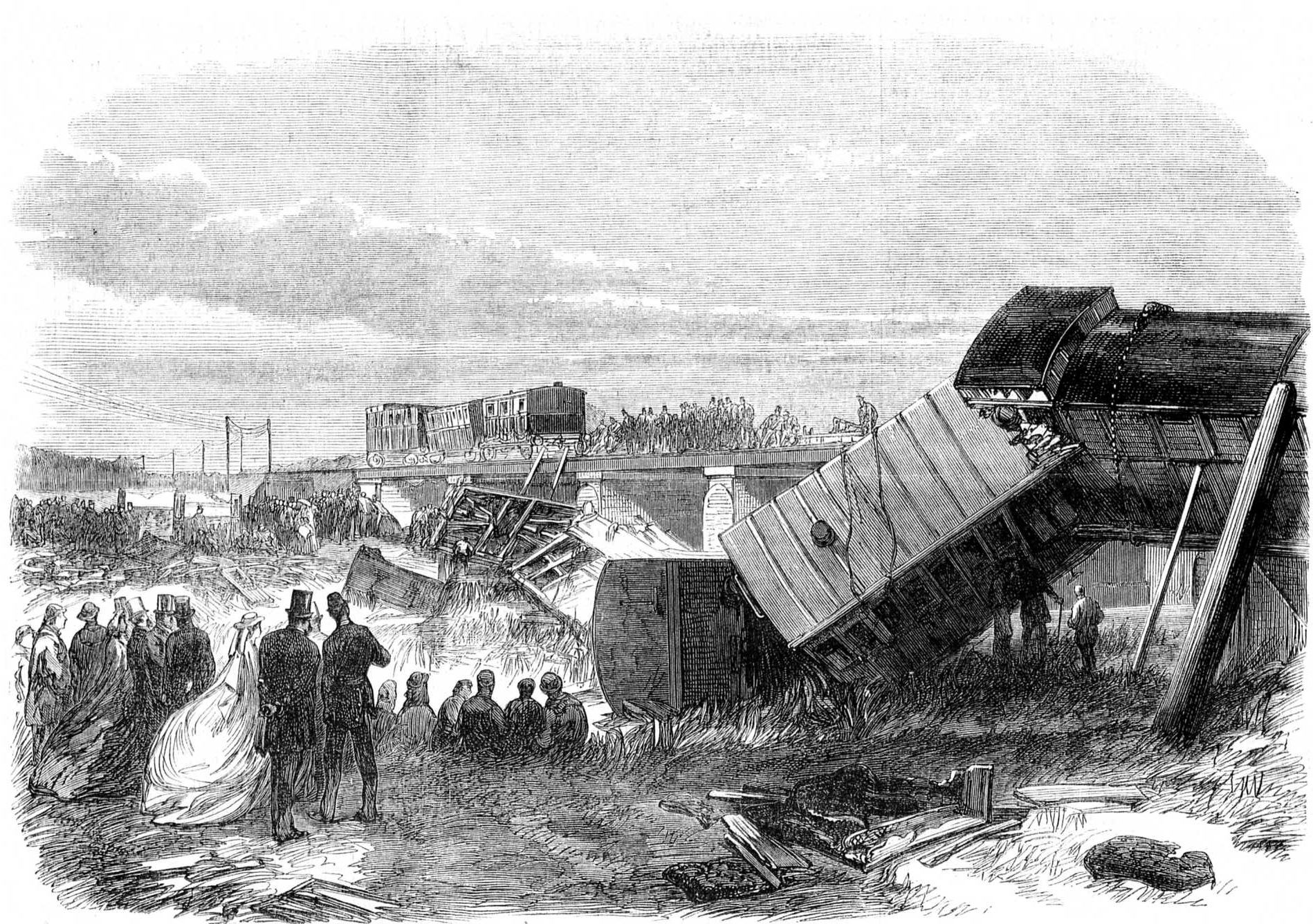
L'accident de train de Staplehurst.

Si les « croque-morts » ont raison, se posent bien d'autres questions : où, comment et par qui le meurtre a-t-il été commis ? Paul Schlicke répertorie les « solutions » avancées : le poison, la strangulation, la défenestration, la précipitation du haut d'une falaise. Et le cadavre ? demande-t-il : pour certains, il est retrouvé par Durdles, pour d'autres par Datchery ou encore Deputy ; mais où ? une fosse de chaux vive, une crypte, la tombe de Sapsea. Comment le coupable a-t-il été pris ? Drogué et sous narcose, il avoue tout ; ou alors c'est un repenti ou un schizophrène ; Jasper est peut-être le demi-frère de Drood, ou un imposteur, auquel cas ses mobiles relèvent du mal absolu, dictés qu'ils sont par l'usage de l'opium ou l'addiction au lucre, l'habitation de la haine, l'avidité, la passion. Et si Princess Puffer était sa grand-mère ? Voire sa mère ? Ou encore une parente de Rosa, ou alors un maître-chanteur en jupons ? Les jumeaux Landless sont-ils des parents cachés, Helena usurpe-t-elle l'identité de Neville ? Bref, conclut Paul Schlicke, « les permutations entre ces possibilités sont infinies, et c'est bien là ce qui les rend fascinantes » (« The permutations of these possibilités are endless, and this is their fascination »).
Plus récemment, un ouvrage couramment disponible en français, mêle à la fois le texte original de Dickens, une recherche de la fin du Mystère d'Edwin Drood et une fiction qui lui est propre : il s'agit de L'Affaire D. ou Le crime du faux vagabond, écrit avec humour par le tandem italien Carlo Fruttero et Franco Lucentini. Le roman inachevé y est entrecoupé de scènes se déroulant de nos jours, lors d'un congrès qui a pour but de résoudre le mystère. Cette auguste assemblée réunit la plupart des détectives de fiction, parmi lesquels on remarque Hercule Poirot, Maigret, Philip Marlowe, l'abbé Brown, etc.. Pour sa part, Dan Simmons raconte dans son roman Drood les cinq dernières années de la vie de Charles Dickens, y compris la rédaction de son ultime ouvrage. Dans ce roman maintenant traduit en français, Dickens apparaît hanté par le « fantôme » de Drood, après son accident de train survenu en 1865 à Staplehurst. Le narrateur n’est autre que Wilkie Collins qui, affecté par l’opium et la folie, suit son ami, collaborateur et rival dans ses recherches pour retrouver le fameux Drood. L’auteur d’Hypérion a expliqué au Figaro l’origine de son roman. Découvrant que les biographes ne disposaient que de peu d’informations sur les dernières années de l’auteur, il a décidé de les imaginer en s'appuyant sur ses dernières fictions : « Je considère que j'ai résolu le mystère du Mystère d'Edwin Drood à ma manière, a-t-il confié, tout en sachant bien qu'une multitude de lecteurs a déjà imaginé comment se terminait le roman de Dickens. Je devais l'ignorer et proposer ma propre théorie »,,.
De son côté, Jean-Pierre Ohl, dans Monsieur Dick ou le dixième livre offre une solution fascinante au mystère en plongeant le lecteur de son roman dans une mise en abyme sur la question du double.
Arthur Conan Doyle, l'auteur des aventures de Sherlock Holmes, signale dans son article intitulé « The Alleged Posthumous Writings of Great Authors » (« Les écrits [spirites] posthumes attribués à de grands auteurs ») publié dans The Bookman en décembre 1927, qu'un médium de Brattleboro aurait reçu en écriture sympathique la fin du livre de « l'esprit » de Charles Dickens. Aux dires d'Arthur Conan Doyle, par ailleurs fin connaisseur de la littérature britannique du XIXe siècle, on retrouve dans cet ajout de nombreux indices qui rappellent les habitudes d'écriture de Dickens.
Par ailleurs, la Société académique du Boulonnais a publié dans son Bulletin, sous la plume du Dr M. F. Klapahouk, un article présentant les diverses solutions au mystère.

## Thématique du roman
Certes, ce que Dickens entendait faire de ces divers éléments reste inconnu, mais d'emblée, Angus Wilson tempère les modes « solutionnistes » qu'il assimile à « un jeu de boudoir amusant mais hors de propos » (« enjoyable but irrelevant parlour game »), et après quelques commentaires sur les aléas des hypothèses avancées, il se tourne vers ce qui lui paraît plus fondamental, les thèmes du roman, faisant remarquer au préalable que chez Dickens, si le mystère est nécessaire au « mécanisme qui allume la grande lanterne magique de son imagination » (« the mechanism by which the great imaginative magic lantern works »), ses romans s'avèrent cent fois plus riches (greater) que leur intrigue. De plus, ajoute-t-il, rien ne laisse à penser, ni dans le texte, ni dans les documents afférents, que Dickens avait l'intention de se départir de ses romans antérieurs, rien non plus qui puisse inciter à croire qu'il tenait à créer une œuvre uniquement fondée sur le suspense et le mystère, dans le genre du Moonstone de Wilkie Collins.

### Sources et contexte

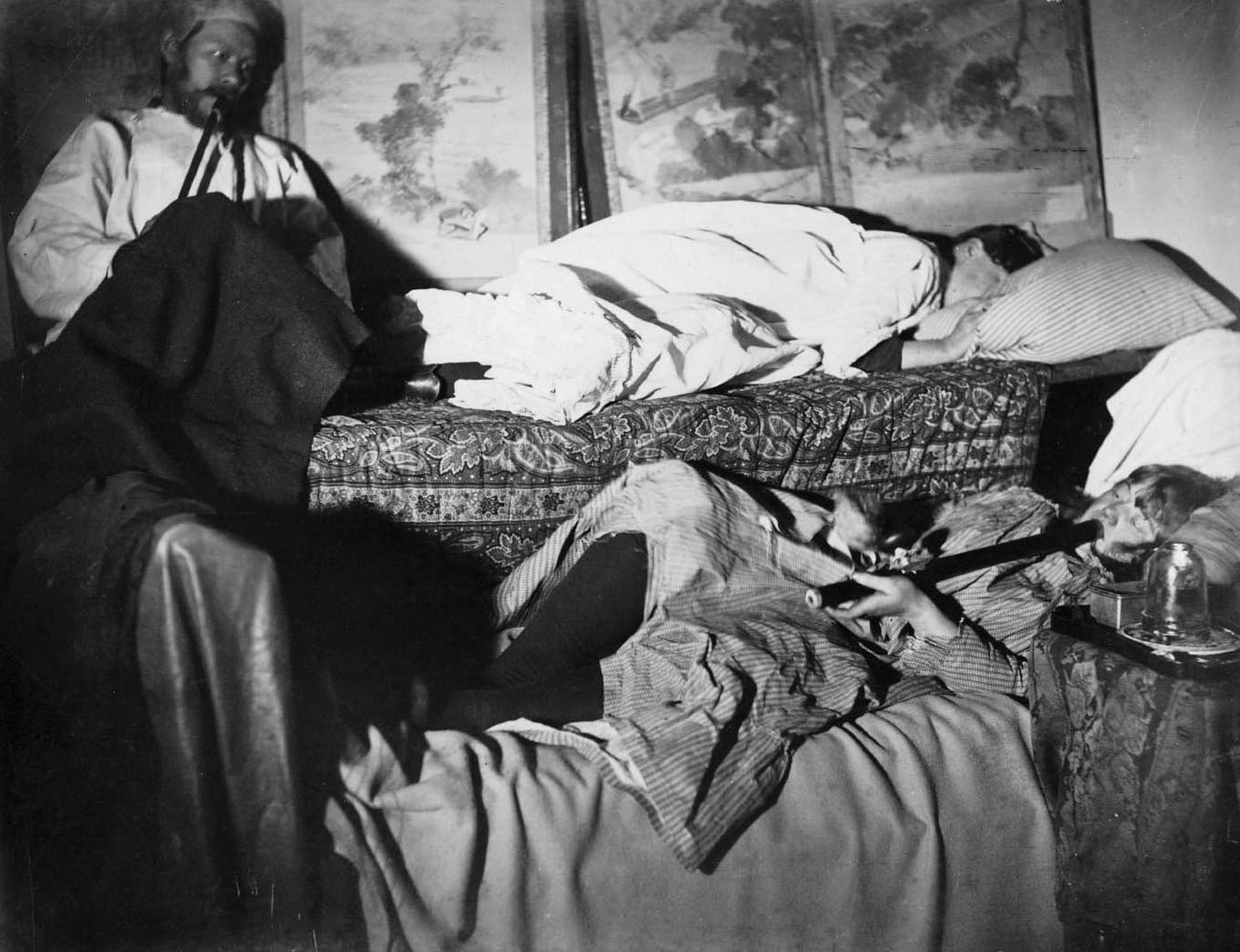
Bouge à opium à la fin du XIXe siècle.
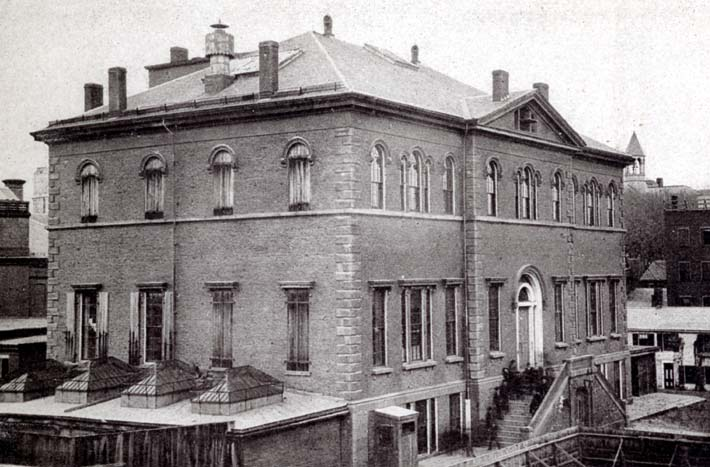
La faculté de médecine de Harvard onze ans après la visite de Dickens.
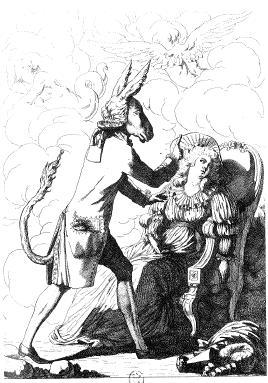
Caricature d'un « magnétiseur animal ».
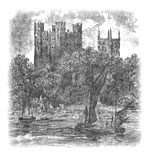
La cathédrale de Cloisterham, vue par Luke Fildes.
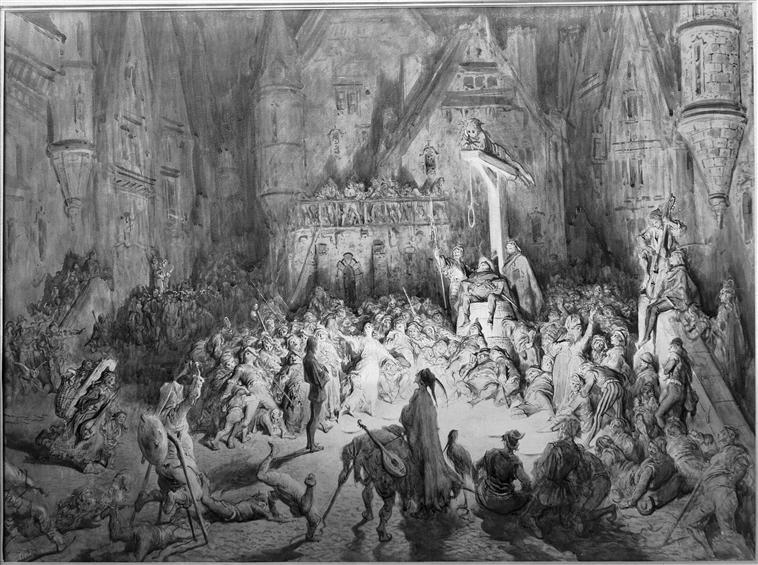
Cour des Miracles, Notre-Dame de Paris, par Gustave Doré.
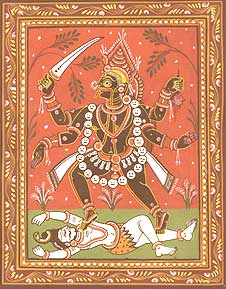
Kâlî, déesse de la destruction.

#### Le bouge
La scène d'entrée, située dans une fumerie d'opium, dérive de visites effectuées par Dickens en octobre 1869, alors qu'il rédige son premier chapitre, dans un bouge de Ratcliffe Highway, Chadwell, sur la rive nord de la Tamise à Londres, avec James Thomas Fields, George Dolby et une escorte de deux inspecteurs de police, où ils trouvent la vieille femme échevelée (haggard old woman), les « Chinois » et les « Lascars », plusieurs fois mentionnés,,. Paul Schlicke écrit qu'à l'orée de cette entrée en matière rôdent le souvenir des Confessions of an English Opium-Eater de De Quincey que Dickens connaît bien, et celui, plus récent, du roman The Moonstone de Wilkie Collins, publié dans All the Year Round deux ans plus tôt, dans lequel le mystère tourne autour de l'addiction à cette drogue. Vers la même époque, Dolby et Fields l'accompagnent lors d'une visite à la cathédrale de Canterbury où Dickens, paraît-il, est horrifié par l'attitude du clergé quant à sa vocation.

#### Le macabre
En aval, certains des matériaux du roman semblent avoir été rassemblés dès janvier 1867 par Dickens, alors en visite à la Harvard Medical School (faculté de médecine) de Cambridge (Massachusetts) avec Oliver Wendell Holmes, professeur d'anatomie et homme de lettres ; il s'enquiert d'un fait-divers, survenu en 1849 : un professeur de chimie et de minéralogie, John White Webster, avait assassiné un médecin, le docteur George Parkman, et fait disparaître son corps dans son laboratoire. Dickens, toujours friand de macabres découvertes, se trouve, écrit-il à Edward Bulwer-Lytton, face à « la même chaudière à l'odeur épouvantable (quelque brouet anatomique, sans doute), comme si le corps s'y trouvait encore » (« the identical furnace smelling fearfully (some anatomical broth in it I suppose) as if the body were still there »). Fasciné, il s'interroge : comment un universitaire respecté est-il devenu un assassin promis à la pendaison ? Sa cruauté ne représente-t-elle pas ce qu'il y a de plus authentique en lui, tenu secret aux yeux de ses pairs ? Le cas Parkman-Webster, conclut Peter Preston, « a ainsi servi de modèle pour une histoire de double personnalité, de meurtre, de disparition de cadavre, de recherche et de condamnation » (« thus offered Dickens a model for a tale of divided personality, murder, body-disposal, detection and conviction ».

#### Le mesmérisme
Autre influence, celle du mesmérisme, très en vogue de la fin du XVIIIe à celle du  XIXe siècle : les pouvoirs qu'exerce Jasper sur Edwin et Neville reflètent, écrit Paul Schlicke, « l'intérêt que porte Dickens à cette pratique depuis les années 1840 où il a suivi de près les expériences du Dr John Elliotson » (1791-1868), phrénologue et mesmériste réputé. Lui-même, d'ailleurs, s'est essayé au « magnétisme animal » en 1844, dans l'espoir de guérir l'épouse d'Émile de la Rüe, et vingt-cinq ans plus tard, comme il l'explique à l'écrivain gothique irlandais Joseph Thomas Sheridan Le Fanu (1814–1873), il est toujours sous l'emprise de la même fascination,.

#### Le cloître
Le décor de Cloisterham est emprunté directement à Rochester, située dans le voisinage de Chatham où Dickens a passé la plus belle part de sa petite enfance. L'atmosphère de la ville, qui doit beaucoup à sa cathédrale, rappelle celle des romans de la série Barchester d'Anthony Trollope et aussi, pour son côté plus sombre, Notre-Dame de Paris de Victor Hugo, connu outre-Manche comme « Le Bossu de Notre-Dame » (The Hunchback of Notre-Dame). C'est un décor, souligne Simon J. James, que le narrateur « assigne tout entier au passé » (« all things [in Cloisterham] are of the past ») (chapitre 3), et Grewgious déclare que regarder la crypte est « comme une plongée dans la gorge du temps jadis » (« like looking down the throat of Old Time ») (chapitre 9). Même la montre d'Edwin s'arrête au chapitre 14.
Paul Schlicke explique aussi que le personnage de Mr Crisparkle relève du christianisme dit « musclé » de Kingsley (1819-1875), compagnon de route, du moins pour un temps, du cardinal Newman, et à cette mouvance, il relie le militantisme philosophico-politique de Mr Luke Honeythunder, le tuteur des jumeaux Landless, inspiré à Dickens par le philanthrope d'obédience libérale et député aux Communes, John Bright, à l'activisme notoirement pugnace,.

#### L'Orient
Peter Preston écrit que, plus que n'importe quel autre roman de Dickens, Le Mystère d'Edwin Drood « tire vers l'est » (pulls to the East) de façon obstinée, reprenant en cela une idée esquissée par Edgar Johnson pour qui les thèmes sociaux du roman sont dominés par « un sombre et vengeur conflit Est-Ouest » (« a dark resentful conflict of East and West »).
La première scène présente des Chinois et des Lascars, et, venus des contes des Mille et Une Nuits (Arabian Nights), les éléphants blancs, les danseuses du ventre et les cimeterres qui secouent la torpeur de Jasper. Là s'affiche d'abord le rôle de l'Angleterre rayonnant sur un empire mondial : les jumeaux Landless, à la peau sombre, viennent d'une possession orientale, et la conduite d'Edwin envers Neville relève, selon Paul Schlicke, « de la pire espèce de condescendance colonialiste » (« the worst sort of colonialist condescension »). Edwin lui-même aspire à un nouvel eldorado, non pas vers l'ouest, mais du côté de l'Orient, l'Égypte, qu'ouvre au monde le tout récent canal de Suez, porte de l'Extrême-Orient et route maritime de l'opium qui alimente la filière dont profite Jasper. Edwin prend très au sérieux son rôle de civilisateur d'un pays dit « attardé », comme il tente sans grand succès d'en convaincre Rosa qui, elle, s'en tient à sa réticence envers ceux qu'elle appelle « les Arabes, les Turcs, les fellahs et tous ces gens-là » (« Arabs, and Turks, and fellahs, and people »). Edwin peut même, sur ce sujet, se faire virulent : au chapitre 8, peu avant qu'il ne se querelle avec Neville Landless, il se déclare prêt à « réveiller un peu l'Égypte » (to wake up Egypt a little). Et Jasper n'est pas en reste, lui qui, lors du dîner réunissant les deux jeunes gens, pérore sur Neville Landless qui, selon lui, a grand besoin d'être secoué et ne montre guère d'intérêt autre que de se prélasser trop facilement. Cette remarque se veut plaisamment ironique mais elle induit chez Edwin un commentaire raciste : « Tu reconnais sans doute un vulgaire noir, ou un vulgaire noir vantard quand tu croises son chemin (et, j'en suis sûr, tu ne manques pas de connaissances de ce côté-là) ; mais tu ne saurais être juge de l'homme blanc » (« You may know a black common fellow, or a black common boaster, when you see him (and no doubt you have a large acquaintance that way); but you are no judge of white men »). Cette remarque, parmi d'autres, ancre bien au thème oriental du roman les jumeaux Landless, depuis trop longtemps en métropole pour ne pas être ressentis comme des gens à part, des « outsiders », dont la différence, comme l'écrit Peter Preston, devient menaçante. Le colonialisme à distance est vertueux, ajoute-t-il, mais il devient dérangeant dans le confinement d'un évêché anglais. D'ailleurs, la gémellité même de Neville et d'Helena se fait suspecte : leur identité manque de certitude, l'un n'est-il pas l'autre ? ils peuvent se déguiser en étrangers mais aussi, et cela représente une vraie menace, en l'un pour l'autre.
Enfin, l'hypothèse avancée d'un meurtre rituel thug renvoie, lui aussi, à l'un des joyaux de la couronne britannique, dont la reine Victoria est l'Impératrice, l'Inde, en l'occurrence la secte hindoue des adorateurs de Kâlî, déesse de la destruction,. À ce compte, selon la pratique attachée à ce genre de croyance, la longue écharpe de soie noire de Jasper se doit d'être l'arme du crime, puisqu'il ignore que la poche d'Edwin recèle un anneau d'or que la chaux vive ne saurait corrompre, et Angus Wilson n'est pas hostile à cette hypothèse quand il rappelle que Dickens a connu le commandant Meadows Taylor, romancier et administrateur d'origine métis, et ses Confessions of a Thug (« Confessions d'un Thug ») dont il utilise l'un des rituels rapportés, la fête précédant un meurtre, en l'occurrence celle que partage Neville Landless.
Angus Wilson accorde encore plus d'importance à cette intrusion de l'Orient dans le roman ; il rappelle l'ambiguïté des sentiments de Dickens à ce propos : d'une part, il est toujours habité par la fascination ressentie dès l'enfance à la lecture des Mille et Une Nuits ; de l'autre, son dégoût de l'« antique civilisation, statique et plombée par l'opium de John Chinaman [monsieur le Chinois] » (« ancient, static, opium-laden civilisation of John Chinaman »), s'accentue encore depuis la révolte des cipayes en 1857. Du coup, Angus Wilson voit dans l'addiction de Jasper à l'opium l'un des éléments essentiels du roman, et son rêve, induit par la fumerie, comme une vision du mal (evil) qui est la clef de l'imagination dickensienne. En effet, argumente-t-il, ce rêve oriental est « mauvais » (evil), « turc plutôt qu'indien », avec des relents d'érotisme et de violence, et qui plus est, il chemine tout au long du livre, conduisant inéluctablement au meurtre du dernier chapitre.

### Les groupes thématiques

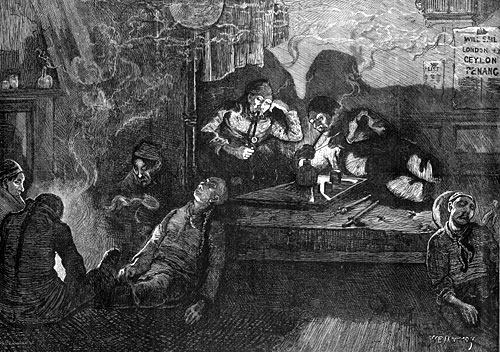
Bouge à opium dans l'est de Londres, vers 1874.
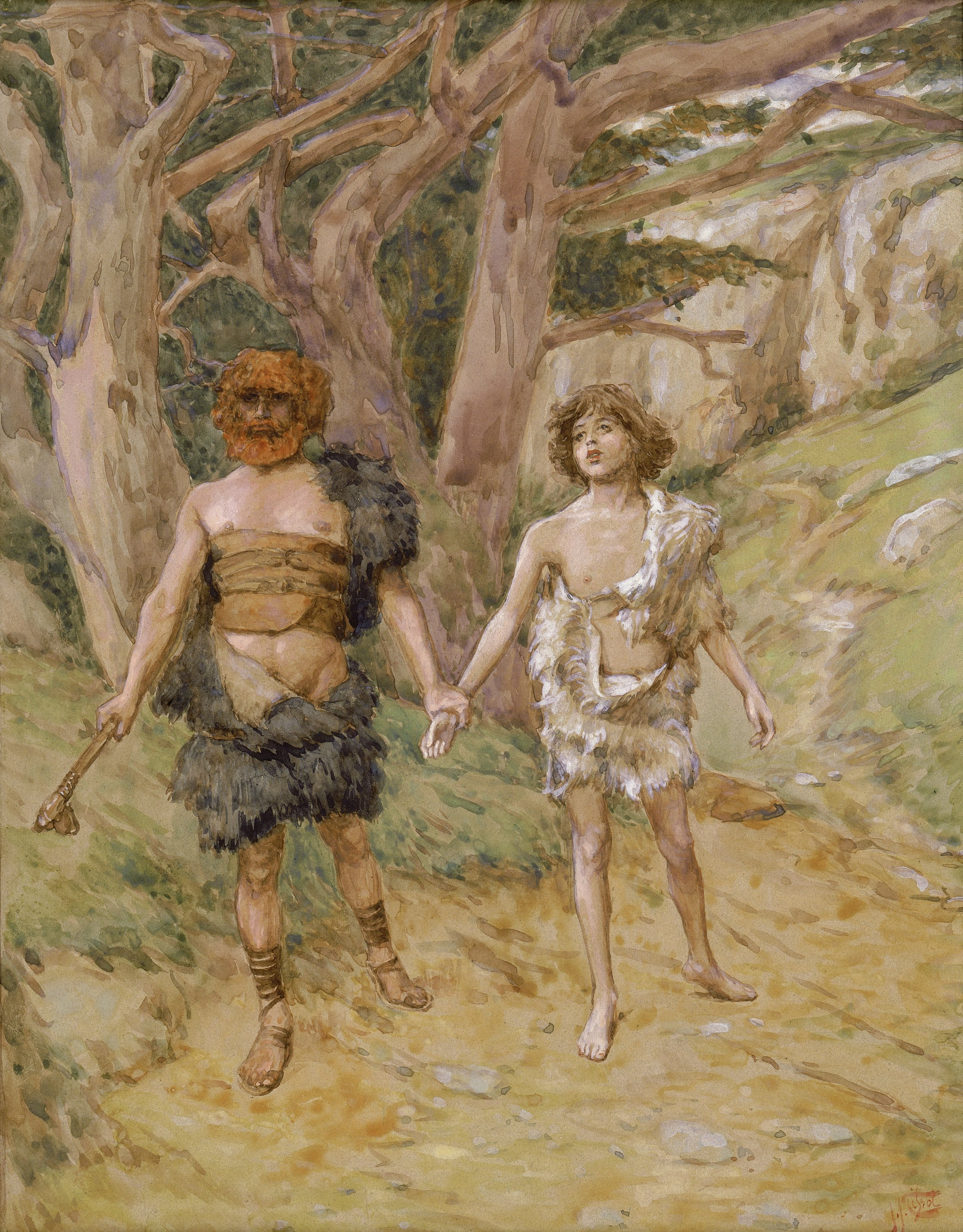
Caïn menant Abel à la mort, par James Tissot (1836-1902).
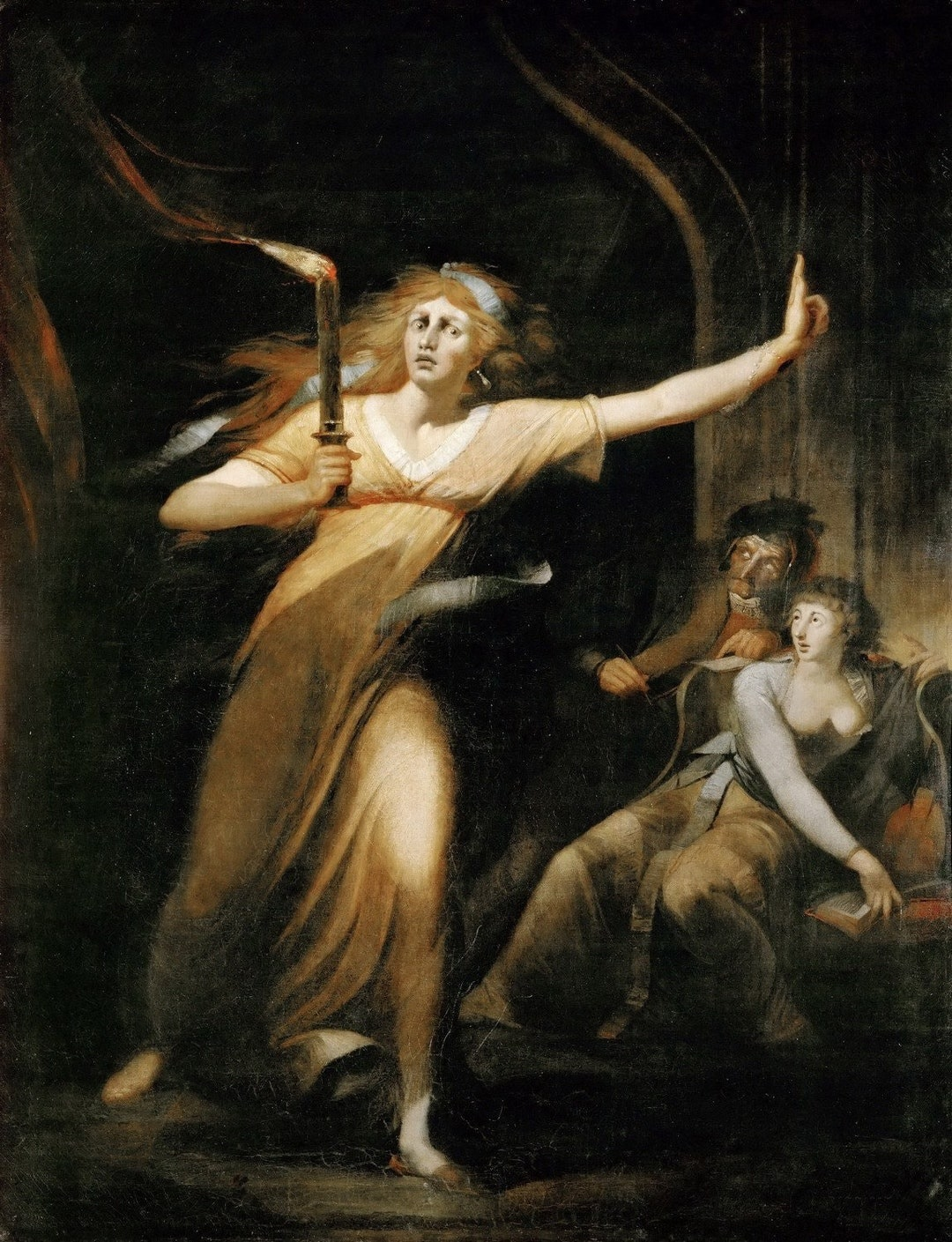
Lady Macbeth en proie à la folie de la culpabilité.
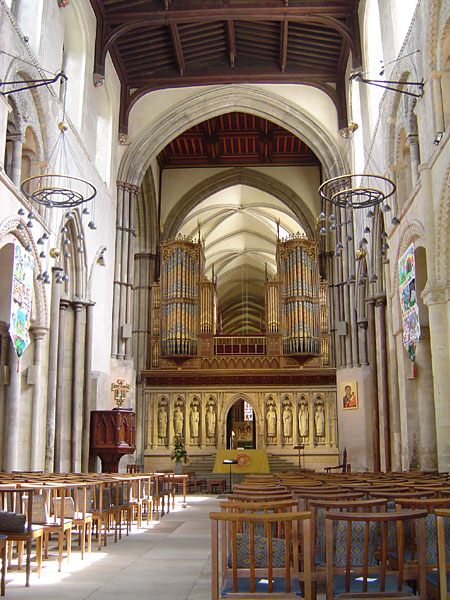
La cathédrale (cathédrale de Rochester) qu'envahit la nature pour chanter la Résurrection et la Vie.
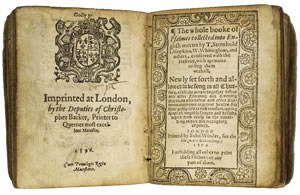
Le Livre de la prière commune de 1596.

Peter Preston écrit que les thèmes du roman s'organisent en groupes (clusters), le premier, qui domine et gouverne les autres, étant celui qu'il nomme « Péché, culpabilité, repentir et châtiment ».

#### Le péché et ses conséquences
L'opium et l'« homme méchant » (the wicked man)
Paul Davis écrit que la plupart des commentateurs du Mystère d'Edwin Drood raisonnent comme si Dickens avait prévu de le terminer à la manière de Wilkie Collins, c'est-à-dire en roman policier à mystère, et non pas dans la veine des ouvrages précédant son dernier roman : deux jeunes gens, promis l'un à l'autre, se séparent, et chacune de leurs destinées devient le sujet principal, comme il l'a été fait de John Harmon et Bella Wilfer dans Our Mutual Friend, voire de Pip et Estella dans Great Expectations. De fait, ajoute-t-il, à bien des égards, le roman commence, comme les autres, par un contraste : ici celui qui oppose le bouge à opium au cloître de Cloisterham, comme se heurtent dans Bleak House l'extérieur et l'intérieur, que représentent le récit public à la troisième personne du narrateur et le récit privé à première d'Esther Summerson. Certes, la fumerie rappelle l'Orient, mais sa fonction première est d'ouvrir une porte sur le monde intérieur de Jasper, si différent de son personnage public et si séparé de lui, ajoute Paul Davis, que l'un reste étranger à l'autre, tant il est vrai que le maître de chœur recherche activement le fumeur d'opium meurtrier de son neveu ; abîme rappelant à bien des égards le gouffre qui sépare la respectabilité comme automatique du maître d'école Bradley Headstone dans Our Mutual Friend et son moi intime passionné et mortifère. À ce compte, la cathédrale, projection d'une des faces de Jasper, fait écho à celles des romans ecclésiastiques d'Anthony Trollope, mais la vie des gens d'église n'intéresse pas Dickens, qui se penche sur l'explication qu'offrent à la présence du « mal » les mystères religieux, « Drood, d'après Davis, se rapproch[ant] plus du monde de Graham Greene que de celui de Trollope » (« Drood is closer to the world of Graham Greene than that of Trollope »).
De fait, le péché est évoqué dès la scène du bouge, où se trouvent des références à l'« esprit souillé » (unclean spirit) et à Jésus chassant les démons. Le chant de la prière, dont les paroles redoutables tonnent sous les voûtes, When the Wicked Man (« Là où l'homme méchant »), est immédiatement suivi, sinon dans le texte mais dans la liturgie (et la conscience collective des croyants, l'un appelant l'autre), par un extrait du Psaume 51 : « Je reconnais mes transgressions et mon péché est constamment devant moi » (« I ackowledge my transgressions: and my sin is ever before me »). La transgression de Jasper sera suivie par d'autres et un jour il lui faudra en répondre, telle est, selon Peter Preston, la direction qu'indique le texte, autant d'allusions, donc, qui posent d'emblée le mystère de sa conduite à venir : acceptera-t-il la réalité de sa corruption, connaîtra-t-il le repentir, aura-t-il à pâtir du châtiment ?
Abel et Caïn
Pour Peter Preston, la suite des références bibliques auxquelles Dickens a recours indique assez qu'il va s'agir du meurtre d'un proche parent : Caïn et Abel sont cités et décrits dès la disparition d'Edwin Drood, d'abord par Neville Landless qui, lorsqu'il est pris à partie par l'une des équipes de recherche, se défend avec des mots proches de ceux de la Genèse, 4, 15 : « Et le Seigneur fit une marque sur Caïn de peur que quiconque le trouve ne le tue » (« And the Lord set a mark upon Cain, lest any finding him should kill him »). Et lors de sa rencontre, quelques instants plus tard, avec Jasper qui, d'emblée, lui demande « Où est mon neveu ? » (« Where is my nephew? »), il lui répond : « Pourquoi me demandes-tu cela ? » (« Why do you ask me? »), nouveau rappel de la Genèse, 4, 9 : « Où est ton frère Abel ? » (« Where is Abel your brother? », à quoi Caïn rétorque : « Je ne le sais pas ? Suis-je le gardien de mon frère ? » (« I know not. Am I my brothers' keeper? »). Multiples sont les autres allusions qui accablent Neville, le suspect numéro 1, dont les paroles et les gestes évoquent le fratricide biblique, par exemple lorsqu'il quitte Cloisterham avec la « malédiction sur son nom et sa réputation » (« a blight upon his name and fame »),.
Et le tonitruant Honeythunder de clamer le commandement « Tu ne tueras point » (Thou Shall Not Murder), ce à quoi Mr Crisparkle, moins catégorique et doutant de la culpabilité de Neville, lui répond : « Tu ne porteras pas de faux témoignage contre ton voisin » (« Thou shalt not bear false witness against your neighbour »); lui, le chanoine en second, porte en effet le vrai message du Christ, sa mission est d'être auprès de ceux qui souffrent et sont dans la détresse, prêche-t-il à son rigide interlocuteur, paroles bienveillantes dérivées de la litanie du Livre de la prière commune : « Qu'il Te plaise de secourir, d'aider et de réconforter tous ceux que frappent le danger, le besoin et l'affliction » (« That it may please thee to succour, help, and comfort, all that are in danger, necessity, and tribulation », reflet, selon Peter Preston, de la préférence toujours affirmée de Dickens pour le message d'amour et de rédemption du Nouveau Testament.
Macbeth
Autre source de références, la tragédie Macbeth, la plus sombre, la plus meurtrière des tragédies de Shakespeare, dont la première allusion se situe dans un passage apparemment neutre mais avec un écho verbal shakespearien, riche de connotations sinistres, alors qu'est évoqué cet « oiseau clérical et tranquille, le freux qui, à grands coups d'aile, rentre à la tombée de la nuit » (« that sedate and clerical bird, the rook when he wings homeward towards nightfall »),, oblique référence à Macbeth : « La lumière s'épaissit et la corneille va à grands coups d'aile vers les bois des freux » (« Light thickens, and the crow / Makes wing to th' rooky wood »), vers prononcé juste avant la scène du meurtre de Banquo. Même technique à la veille de la disparition d'Edwin quand Dickens fait se lever un vent puissant qui renverse les cheminées dans la rue, tout comme pendant la nuit du meurtre de Duncan « la nuit a été agitée. Là où nous étions couchés / Nos cheminées ont été renversées (et comme on dit) / Des lamentations se firent entendre dans les airs, d'étranges cris de mort » (« The night has been unruly. Where we lay, Our chimneys weer blon down, (and, as they say) Lamentings hera i' t' air; strange screams of death »).
Macbeth sert aussi à Dickens pour décrire le poids de la culpabilité, évoqué à partir du chapitre 10 : Crisparkle va se baigner dans le bief de Cloisterham « aussi confiant dans [s]es pouvoirs lénifiants […] et dans la santé de son esprit que Lady Macbeth désespérait de toutes les houles de l'océan » (« as confident in [its] sweetening powers […] and a wholsome mind as Lady Macbeth was hopeless of all the seas that roll »). Si les rapports entre Lady Macbeth et Crisparkle sont inexistants, du moins, précise Peter Preston, la référence à l'océan renvoie-t-elle aux eaux tumultueuses de Neptune, au « rougeoiement des mers multiples » (multidudinous seas incarnadine),, aussi impuissants à laver « la petite main » (little hand) de sa souillure du sang que « tous les parfums de l'Arabie » (all the perfumes of Arabia) ne sauraient la rafraîchir (sweeten). Il y a là un signe prémonitoire puisque c'est dans ce bief que seront retrouvées les affaires d'Edwin, indice, à défaut de preuve, qu'il y a eu assassinat. Autre indice, toujours induit par le vertueux Crisparkle : celui-ci trouve Jasper endormi alors qu'il vient lui rappeler la promesse de Neville de s'excuser auprès d'Edwin et de ne rien dire de ses résolutions envers Rosa ; Jasper soudain bondit et hurle : « Que se passe-t-il ? Qui l'a fait ? » (« What is the matter? Who did it? »), écho des paroles de Macbeth à la vue du fantôme de Banquo : « Lesquels d'entre vous ont fait cela? » (« Which of you have done this? »). Là encore, commente Peter Preston, Dickens semble avoir placé un indice pointant vers le meurtre avant même la disparition d'Edwin, et comme le fantôme de Banquo est une projection de la culpabilité de Macbeth, invisible à tout autre que l'assassin, le lecteur semble indirectement invité à penser que Jasper est lui aussi assailli par d'obscurs tourments intérieurs du même ordre.
Dans son dernier chapitre inachevé, Dickens renvoie Jasper à son bouge londonien et là, au cours de son délire opiacé, il murmure à Princess Puffer : « Je l'ai si souvent fait, et sur de si longues périodes que lorsque cela a été accompli, cela ne semblait plus en valoir la peine, ce fut accompli trop tôt », écho, écrit Peter Preston, des paroles de Macbeth : « Si cela est accompli lorsque cela l'est, c'est bien / Ce fut accompli rapidement », façon, ajoute Preston, d'utiliser un texte familier pour suggérer, plutôt que le raconter, ce qu'a été le sort d'Edwin Drood.

#### Le double
Ainsi, la cathédrale et le bouge à opium servent de centres symboliques au roman, comme le sont la prison de Marshalsea dans Little Dorrit, ou la Tamise et ses tas d'ordure dans Our Mutual Friend, et le thème du ou des doubles reste le grand motif dickensien : comme Sydney Carton (A Tale Of Two Cities), Harmon/Rokesmith (Our Mutual Friend), ou Pip (Great Expectations), à la fois maréchal-ferrant et gentleman, Jasper mène deux vies dont la séparation est au cœur de son mystère. Même dualité chez les Landless dont la gémellité devient parodie comique ; chez Miss Twinkleton aussi, décrite dès le chapitre 3 comme ayant « deux manières d'être, distinctes et séparées » (« two distinct and separate phases of being »),.
En cela, soutient Angus Wilson, rejoignant de ce fait Edmund Wilson, Jasper incarne « la partie immergée de Dickens » (« the submerged part of Dickens himself »), ce qui ne signifie pas, ajoute-t-il, qu'obsédé comme il l'était par la peur de ses propres tendances à la violence, il ne l'eût point condamnée, tant s'affirmait à ce stade de sa vie son aversion de toute criminalité. Edmund Wilson, convaincu qu'ici Dickens délaisse la critique sociale pour la sphère psychologique, abandonnant le thème du rebelle pour celui du criminel,, brosse la comparaison entre le personnage et son auteur : Jasper, comme Dickens, est un artiste, en l'occurrence un musicien doué d'une voix exceptionnelle ; il fume de l'opium alors que Dickens, par son imagination toujours en éveil, vit dans un monde différent de celui des autres hommes ; habile magicien comme lui, l'un avec des notes de musique, l'autre avec des mots, son pouvoir, gangrené par l'égarement de la drogue, peut s'avérer dangereux pour ses semblables ; étranger venu d'ailleurs, comme lui il s'est bâti une vie respectable mais reste en secrète rébellion contre la société traditionnelle. Tel Dickens enfin, conclut Edmund Wilson, Jasper est « deux Scrooge » (two Scrooges), révélation destinée à être partagée à la fin du roman,, et, en définitive, conclut Angus Wilson, bien en accord avec la « majorité des Anglais responsables du siècle dernier [le XIXe] qui ont dépensé une bonne part de leur énergie à réprimer le côté érotique et violent de leur tempérament » (« a great number of responsible Englishmen of the last century spent much of their energies in suppressing the erotic-violent side of their natures »).
Mais Angus Wilson va plus loin, il voit dans l'identification du rêve des Mille et Une Nuits au mal, non pas tellement la peur en Dickens de sa « nature animale » (animal nature), mais une sourde méfiance de la fiction, de son art même, de l'imagination au service du bien : suprême désillusion, écrit-il, de l'imagination et de l'émerveillement innocents
« considérés comme des forces positives » (« as adequate positive forces »). Désormais, cette imagination et cet émerveillement ont été supplantés par les forces du mal que représente Jasper, le bien a rétréci aux dimensions mesquines d'individus responsables prêts à en découdre avec les forces du bien, le courage de Rosa, la virile humanité de Tartar, la dure fierté d'Helena, et même la bonté de Mr Grewgious, premier avocat honnête de toute l'œuvre de Dickens, ou encore le « christianisme musclé » du chanoine Crisparkle. En somme, les rôles traditionnels de sa fiction se sont inversés : la ville de tous les dangers (Londres) est devenue la source des gens de bien et le refuge des innocents, la campagne (Cloisterham, sa cathédrale, son cloître et son cimetière) abrite des êtres troubles (les Crisparkle exceptés) et sue la mesquinerie, la jalousie et la haine. Si meurtre il y a, c'est dans un petit bourg épiscopal qu'il a été perpétré et non dans les bas-fonds, et si l'opium de Jasper a induit le crime, Londres, bien que pourvoyeuse de la drogue, reste exempte de toute tache. Ce n'est plus la Tamise qui est le Styx aux eaux noires des Enfers, mais le minuscule bief apparemment lustral (Crisparkle va s'y baigner) d'un évêché où, par tradition, il ne se passe rien.

#### La Résurrection
Si tel est le cas, « si Drood est un roman dans lequel Dickens met le plus intime de lui-même, écrit Edmund Wilson, il y a lieu de croire que Jasper n'est sans doute pas vraiment conscient de son crime » (« If Drood was to be Dickens's most complete self-revelation, there is reason to believe that Jasper may not be fully aware of his crime »). Et plusieurs commentateurs ont suggéré qu'Edwin, comprenant les intentions meurtrières de Jasper, s'enfuit et disparaît, ou alors que Jasper échoue dans sa tentative, auquel cas l'épilogue projeté du roman serait une surprise pour le lecteur comme pour Jasper. Edwin revient, comme ressuscité, et le pouvoir régénérateur de la cathédrale, évoqué dans les toutes dernières pages écrites par Dickens, prend alors tout son sens :
| « A brilliant morning shines on the old city. Its antiquities and ruins are surpassingly beautiful, with the lusty ivy gleaming in the sun, and the rich trees waving in the balmy air. Changes of glorious light from moving boughs, songs of birds, scents from gardens, woods, and fields—or rather, from the one great garden of the whole cultivated island in its yielding time—penetrate into the Cathedral, subdue its earthy odour, and preach the Resurrection and the Life,. » | « Le glorieux matin brille sur l'antique cité. Ses reliques et ses ruines dépassent toute beauté, le vigoureux lierre luit au soleil, les arbres plantureux se bercent dans la douceur de l'air. La riche lumière ondoie à travers les rameaux changeants, le chant des oiseaux, les parfums des jardins, des bois et des champs, de l'unique grand jardin, plutôt, de l'île tout entière prête à rendre ses fruits, envahissent la cathédrale, recouvrent son odeur de terroir, et prêchent la Résurrection et la Vie. » |

Paul Davis ajoute que les derniers romans de Dickens exploitent tous le thème de la résurrection, depuis l'exécution « sanctifiée », jusqu'aux noyades lustrales des Grandes Espérances et de L'Ami commun. Ainsi, écrit-il, « le retour d'Edwin aurait apporté à la dernière fable de Dickens une fin surprenante et une plénitude en accord avec le thème de la résurrection présent dans tous ses derniers romans » (« Edwin's return would have provided a surprising turn to end Dickens's last fable and a fulfillment consistent with the resurrection theme in all of his later novels »).

## La langue d'Edwin Drood
Rien d'étonnant qu'un roman dont l'action se déroule dans les environs et à l'intérieur d'une cathédrale soit riche en connotations religieuses. Dickens sait, en effet, utiliser le parler du doyen, du sacristain, des chanoines et des bedeaux, le vocabulaire spécifique au transept, à la nef, au chœur, à l'autel, aux caveaux et aux voûtes. De même, il puise des citations dans l'Ancien et le Nouveau Testament et se sert volontiers du Book of Common Prayers de l'Église anglicane, faisant parfois passer, comme le souligne Peter Preston, des extraits de ce livre pour des citations bibliques, choix jamais arbitraire, cependant, tant il correspond à certains thèmes du roman, le péché, le repentir, le châtiment.
Dans une certaine mesure, ce décor religieux, cette ville-évêché, cette vie rythmée par les cloches marquant le temps et les offices, tout cela imprime sa marque au récit.

### «Une prose arrêtée» (Simon J. James)
Simon J. James juge les réserves émises par John Forster à l'égard de Drood, et encore plus celles de Henry James sur le prétendu déclin de Dickens dès Our Mutual Friend comme démenties par la maîtrise de sa prose dans The Mystery of Edwin Drood, ramassée en une énergie, écrit-il, « plus potentielle que cinétique » (« potential rather than kinetic »). Selon lui, comme dans La Petite Dorrit, la lenteur de l'intrigue densifie le langage qui en rend compte, un « modèle de compression » renchérit Angus Wilson, idée également avancée par John Thacker qui, en 1990, parle d'une « belle écriture équivalant à une prose poétique » (« fine writing amounting to prose poetry »).
Il y a là un paradoxe, aussitôt expliqué par un autre : « Dans Edwin Drood, ajoute James, paradoxalement, la prose de Dickens s'évertue à exprimer l'absence de mouvement » (« In Edwin Drood, Dickens's prose paradoxicallty exerts itself in expressing a failure of movement »). Voici un roman, en effet, où le récit va de pause en pause puisque rien ou presque ne se passe, et qui s'épuise à prendre son départ, comme si, dès l'abord, la narcose de l'opium embuait la perception et lestait le déchiffrage de l'ensemble ; au point, montre encore James, que « l'écrivain le plus prodigue du verbe débute son roman en l'embrumant d'inexactitudes et de questions sans réponse » (« the most verbally profligate of novelists begins a novel within a haze of inaccurate words and unanswered questions »). Et pour exemple, il cite la description de la cathédrale de Cloisterham au tout premier paragraphe du chapitre 1 :
| « An ancient English Cathedral town? How can the ancient English Cathedral town be here? The well-known massive grey square tower of its old Cathedral? How can that be here? There is no spike of rusty iron in the air, between the eye and it, from any point of the real prospect. What is the spike that intervenes, and who had set it up? Maybe it is up by the Sultan's orders for the impaling of a horde of Turkish robbers, one by one? It is so, for cymbals clash, and the Sultan goes by to his palace in long procession. Ten thousand scimitars flash in the sunlight, and thrice ten thousand dancing-girls strew flowers. Then follow white elephants caparisoned in countless gorgeous colours, and infinite number of attendants. Still the Cathedral tower rises in the background, where it cannot be, and still no writhing figure is on the grim spike. Stay!Is the spike so low a thing as the rusty spike on the top of a post of an old bedstead that has tumbled all awry? »— | « Un antique évêché ? Quoi ? Un antique évêché ici ? La grosse tour carrée grise de son antique cathédrale, si familière ? Qu'est-ce qu'elle fait là ? Pas de pique rouillée se dressant devant le regard, d'où qu'on se place. Qu'est-ce que c'est que cette pique maintenant, et qui l'a dressée ? On l'a sans doute installée sur ordre du sultan pour empaler une bande de voleurs turcs, un par un. Ah oui, voilà que claquent les cymbales et que défile le long cortège du sultan en chemin vers son palais. Dix mille cimeterres étincellent au soleil, et trois fois dix mille danseuses éparpillent des fleurs. Puis voici les éléphants blancs en nombre infini, caparaçonnés d'innombrables couleurs rutilantes et que mènent l'immense cohorte des serveurs. Et la tour de la cathédrale se dresse toujours à l'arrière-plan ; elle n'a rien à faire là, et nulle silhouette ne se tortille encore sur la redoutable pique. Un moment ! Cette pique n'a-t-elle pas l'air de celle qui, toute rouillée, qui surmonte le pilier du vieux lit à baldaquin qui s'est effondré tout de travers ? » |

Rêve ou réalité, partout prévaut la torpeur ; même l'avenir de Rosa, que prédit le narrateur, se bouche mystérieusement à la toute fin du chapitre 3 : « "Est-ce que tu vois un avenir heureux ?" […] Ce qui est sûr, c'est que ni l'un ni l'autre ne voit de bonheur présent, car s'ouvre et se ferme la porte et l'un entre alors que l'autre s'en va » (« 'Can you see a happy future?' […] For certain, neither of them sees a happy Present, as the gate opens and closes, and one goes in and the other goes away ») ; même Londres, aux yeux de Rosa, donne l'impression d'« attendre quelque chose qui ne vient jamais » (« of waiting for something that never came »).
De plus, ce roman au début si long et, par la force des choses, privé de fin, a « aussi un vide en son milieu » (« a vacuum at its middle as well »), son centre, Edwin Drood lui-même se définissant à Jasper comme une « non-entité ». « Je ne suis, hélas, qu'un gars superficiel, tout en surface, Jack, et ma pauvre tête n'est pas des meilleures. Mais, cela va sans dire, je suis jeune, et peut-être n'empirerai-je point en prenant des années […] » (« I am afraid I am but a shallow, surface kind of fellow, Jack, and that my headpiece is none of the best. But I needn't say I am young; and perhaps I shall not grow worse as I grow older »). Et, ajoute malicieusement James, Drood agit en conséquence : il disparaît et son corps reste à jamais introuvable.

### Les «petites ironies» du roman (Thomas Hardy)
En définitive, The Mystery of Edwin Drood s'avère d'une suprême ironie : situé dans une ville épiscopale mais sans spiritualité, comme le signale Morgentaler, écrit par un romancier de la fête de Noël mais où un meurtre présumé est commis le 25 décembre ; une histoire de meurtre sans solution, un fragment de roman dans lequel quelqu'un disparaît, concernant des gens sans substance, et qui se termine par la fin de son auteur,.
En conclusion, Simon J. James écrit que, si The Mystery of Edwin Drood est gâché par sa propre et prompte disparition (demise), ses ruines ont été promues au rang de monument historique ; dès lors, la perte de Drood, dont on ne se préoccupe guère dans le roman, retrouve toute son importance, « à jamais devenue source de deuil pour aussi longtemps que Dickens sera lu » (« one that will always be mourned as long as Dickens is read »).

## Adaptations du roman

### Au cinéma
En 1909, puis en 1912, le roman est porté à l'écran dans des films muets. Plus notable est le film de 1914, lui aussi muet, de la Gaumont British avec Tom Terris en Edwin. En 1935, a paru sous l'égide de Universal Sound Film la version de Stuart Walker, avec Claude Rains, David Manners, Douglass Montgomery, Francis L. Sullivan et Valerie Hobson. Ces deux dernières versions se terminent pas la mort de Jasper.

### À la télévision
- En 1952 et en 1960, ont été produites des adaptations télévisuelles respectivement par CBS et British Independent Television.
- Le troisième épisode de la saison 1 de la série télévisuelle Doctor Who de 2005, « The Unquiet Dead », présente Charles Dickens, personnage de fiction, lors du Noël précédant sa mort. Revenant d'une phase de scepticisme à l'encontre de tout surnaturel, il incorpore à son récit les créatures gazeuses qu'il a combattues avec Le Docteur et Rose Tyler, laissant à entendre que dans son ultime roman, The Mystery of Edwin Drood and the Blue Elementals, le meurtrier d'Edwin ne serait pas « de cette terre » (« of this earth »), mais les créatures bleues, inspirées par les humanoïdes Gelth.
- BBC2 retransmet les mardi et mercredi 11 et 12 janvier 2012 Le Mystère d'Edwin Drood, une version en deux parties inédite et achevée de l’histoire. Le scénario original est de Gwyneth Hughes, auteur de la série anglaise Five Days, nommée aux Golden Globes. La scénariste a souhaité garder le secret quant au dénouement qu’elle a choisi de mettre en scène[153]. Si cette adaptation de la BBC respecte à la lettre les profils psychologiques du récit[154], le second épisode réserve quelques surprises : Jasper (Matthew Rhys) s'évertue à faire accuser Neville et, bien qu'il n'y ait ni cadavre ni autre évocation du meurtre que celles, en flashback, des fantasmes de Jasper, la ville entière est convaincue qu'Edwin Drood a bel et bien été assassiné. Surprise ! Le jeune homme réapparaît calmement quelque dix minutes avant la fin et explique qu'il a fait une brève excursion en Égypte : ainsi, Jasper n'a pas tué et tout n'était donc que rêve et fantasme… Nouvelle surprise ! Si, Jasper a tué, pas Edwin cependant, mais le vieux Drood réapparu (Dick Datchery), qu'on croyait mort en Égypte ; se démêle alors un écheveau compliqué : on découvre que le capitaine Drood est aussi le père de Jasper… et de Neville ; que Jasper est un demi-frère bâtard mal-aimé, comme les Landless. Ne supportant ni d'être rejeté par Rosa ni de voir réapparaître celui qu'il croit avoir tué, il se jette du haut de la nef. Bien qu'il ait passé ses derniers jours à comploter contre elle, la famille Drood célèbre dans une scène finale au sentimentalisme diffus la mémoire de l'oncle/frère décédé[155].

### Au théâtre
Peu avant sa mort, Dickens a évoqué avec Dion Boucicault la possibilité de faire une pièce de théâtre de son roman, mais Boucicault s'est ensuite ravisé. La première production scénique est due à T.C. De Leon, donnée à Chicago en octobre 1870, puis, devant son insuccès, elle a été restructurée en Jasper pour le public new-yorkais. La première adaptation anglaise a été réalisée par Walter M. Stephen pour le Surrey Theatre qui s'est ouvert en novembre 1871. D'autres ont suivi, avec diverses fins apportées à l'histoire, par exemple en 1872 avec G. H. MacDermott au Britannia Theatre, puis en 1876 sous le titre Alive or Dead de Robert Hall. Joseph L. Hatton et le fils même de Dickens, Charles Jr., imaginent en 1880 le suicide de Jasper par le poison, mais leur manuscrit n'est jamais parvenu jusqu'à la scène.

### Divers
- En 1989, à la suite de leur colloque, Carlo Fruttero et Franco Lucentini éditent un roman imaginant une suite et une conclusion au texte de Dickens : L'Affaire D. : ou le crime du faux vagabond (trad. de l'italien par Simone Darses), Seuil, coll. « Points », 1991 (ISBN 978-2-02-025582-0).
- Drood est une adaptation musicale réalisée par Rupert Holmes en 1985 dans le style du music-hall victorien et où les spectateurs sont invités à voter pour choisir les meilleures fins proposées à l'histoire. La comédie musicale a été reprise en 2012 à Broadway.
- Le roman The Last Dickens de Matthew Pearl (2009) est une fiction consacrée aux événements postérieurs à la mort de Dickens en relation avec son roman inachevé.
- Edwin Drood est le nom donné à un groupe de musiciens apparaissant dans la série télévisée britannique Jonathan Creek.
- C'est aussi celui du protagoniste de L'Homme au Torque d'Or (The Man With The Golden Torc), premier tome de la série The Secret History de Simon R. Green[156].
- De façon plus anecdotique, dans le roman de J. M. Coetzee, Disgrace (1999), l'héroïne Lucy lit Le Mystère d'Edwin Drood avant qu'un meurtre ne soit commis dans sa ferme[157].

## Éditions françaises du roman
- (fr) Charles Dickens (trad. Charles Bernard Derosne), Le Mystère d'Edwin Drood, Paris, Hachette, 1874, 324 p.[1]
- (fr) Charles Dickens (trad. de l'anglais par Lucien Carrive, Sylvère Monod et Renée Villoteau), Le Mystère d'Edwin Drood, Paris, Gallimard, coll. « La Pléiade », 1991, 1466 p. (ISBN 978-2-07-011199-2), publié avec Our Mutual Friend.

### Texte
- (en) Charles Dickens, The Mystery of Edwin Drood, Harmondsworth, Penguin Classics, 1986, 314 p. (ISBN 0-14-043092-X), introduction, appendices et notes d'Angus Wilson.
- (en) Charles Dickens et Peter Preston, The Mystery of Edwin Drood and Other Stories, Ware, Hertfordshire, Wordsworth Editions Limited, 2005, 464 p. (ISBN 978-1-85326-729-1, lire en ligne), introduction et notes de Peter Preston, version de référence.

### Ouvrages généraux
- (en) Michael Stapleton, The Cambridge Guide to English Literature, Londres, Hamlyn, 1983, 993 p. (ISBN 0-600-33173-3).
- (en) Margaret Drabble, The Oxford Companion to English literature, Londres, Guild Publishing, 1985, 1155 p. (ISBN 978-0-19-921492-1).
- (en) Peter Ackroyd, Charles Dickens, Londres, Stock, 1993, 347 p. (ISBN 978-0-09-943709-3).
- (en) Andrew Sanders, The Oxford History of English Literature (Revised Edition), Oxford, Oxford University Press, 1996, 718 p. (ISBN 0-19-871156-5).
- (en) Paul Schlicke, Oxford Reader’s Companion to Dickens, New York, Oxford University Press, 1999, 676 p. (ISBN 0-19-866253-X).
- (en) Paul Davis, Charles Dickens A to Z : The Essential Reference to His Life and Work, New York, Checkmark Books, 1999, 432 p. (ISBN 0-8160-4087-7).
- (en) John O. Jordan, The Cambridge companion to Charles Dickens, New York, Cambridge University Press, 2001, 235 p. (ISBN 0-521-66964-2, lire en ligne), réimprimé en 2004.
- (en) David Paroissien, A Companion to Charles Dickens, Chichester, Wiley Blackwell, 2011, 515 p. (ISBN 978-0-470-65794-2), ouvrage collectif, direction et coordination : David Paroissien ; chapitre Le Mystère d'Edwin Drood : Simon J. James.

### Ouvrages et articles spécifiques
Sur la vie et l'œuvre de Charles Dickens
- (en) John Forster, The Life of Charles Dickens, Londres, J. M. Dent & Sons, 1872-1874.
- (en) John Forster, Life of Charles Dickens, Londres, Everyman's Library, 1976, 486 p. (ISBN 0-460-00782-3 et 978-0460007825), p. 308-309.
- (en) Hippolyte Taine (trad. H. Van Laun), History of English Literature, New York, 1879, traduction du français.
- (en) S. J. Adair Fitz-Gerald, Dickens and the Drama, Londres, Chapman & Hall, Ltd., 1910.
- (en) Gilbert Keith Chesterton, Apprecations and Criticisms of the Works of Charles Dickens, Londres, 1911.
- (en) George Gissing, The Immortal Dickens, Londres, Cecil Palmer, 1925.
- (en) Una Pope Hennessy, Charles Dickens, Londres, The Reprint Society, 1947, 496 p., d'abord publié en 1945.
- (en) Hesketh Pearson, Dickens, Londres, Methuen, 1949.
- (en) Jack Lindsay, Charles Dickens, A Biographical and Critical Study, New York, Philosophical Library, 1950, 459 p.
- (en) Barbara Hardy, Dickens and the Twentieth Century. The Heart of Charles Dickens, New York, Edgar Johnson, 1952.
- (en) Edgar Johnson, Charles Dickens : His Tragedy and Triumph. 2 vols, New York, Simon and Schuster, 1952, 1158 p.
- (en) J. Hillis-Miller, Charles Dickens, The World of His Novels, Harvard, Harvard University Press, 1958, 366 p. (ISBN 978-0-674-11000-7, lire en ligne).
- (en) E. A. Horsman, Dickens and the Structure of Novel, Dunedin, N.Z., 1959.
- (en) R. C. Churchill, Charles Dickens, From Dickens to Hardy, Baltimore, Md., Boris Ford, 1964.
- (en) Steven Marcus, Dickens : From Pickwick to Dombey, New York, Chatto et Windus, 1965, 392 p. (ISBN 978-0-7011-0956-1).
- (en) K. J. Fielding, Charles Dickens, A Critical Introduction, Londres, Longman, 1966.
- (en) Christopher Hibbert, The Making of Charles Dickens, Londres, Longmans Green & Co., Ltd., 1967, 336 p. (ISBN 978-0-582-10794-6).
- (en) F. R. Leavis et Q. D. Leavis, Dickens the Novelist, Londres, Chatto & Windus, 1970, 371 p. (ISBN 0-7011-1644-7).
- (en) Robert L. Patten, Charles Dickens and His Publishers, Oxford, Oxford University Press, 1978, 518 p. (ISBN 0-19-812076-1 et 978-0198120766).
- (en) Michael Slater, Dickens and Women, Londres, J. M. Dent & Sons, Ltd., 1983, 465 p. (ISBN 0-460-04248-3).
- (en) Fred Kaplan, Dickens, A Biography, William Morrow & Co, 1988, 607 p. (ISBN 978-0-688-04341-4).
- (en) Norman Page, A Dickens Chronology, Boston, G.K. Hall and Co., 1988 (ISBN 978-0-8161-8949-6).

Sur Le Mystère d'Edwin Drood
- (en) William Robertson Nicoll, The Problem of Edwin Drood (A study in the Methods of Dickens), Londres, Hodder & Stoughton, 1912, 212 p.
- Fruttero et Lucentini (trad. de l'italien par Simone Darses), L'affaire D. ou Le crime du faux vagabond : roman, Paris, Éditions du Seuil, 1995, 594 p. (ISBN 2-02-019742-1).
- (en) Don R. Cox, Charles Dickens's 'The Mystery of Edwin Drood'. An Annotated Bibliography, New York, AMS Press, 1998, 705 p. (ISBN 978-0-404-61497-3).
- (en) Richard Stewart, End Game, A Drood Bibliography, Shelburne, The Battered Silicon Dispatch Box, 1999, 386 p. (ISBN 1-55246-160-2).
- Jean-Pierre Ohl, Monsieur Dick ou Le dixième livre : roman, Paris, Gallimard, 2004, 260 p. (ISBN 2-07-077099-0).
- (en) Charles Dickens, The Letters of Charles Dickens, édition Graham Storey, vol. XII, Oxford, Clarendon Press, 2002, 842 p. (ISBN 978-0-19-924596-3), « Lettre à John Forster ».

### Autre source
- (en) Cet article est partiellement ou en totalité issu de l’article de Wikipédia en anglais intitulé « The Mystery of Edwin Drood » (voir la liste des auteurs).